# Tapolca

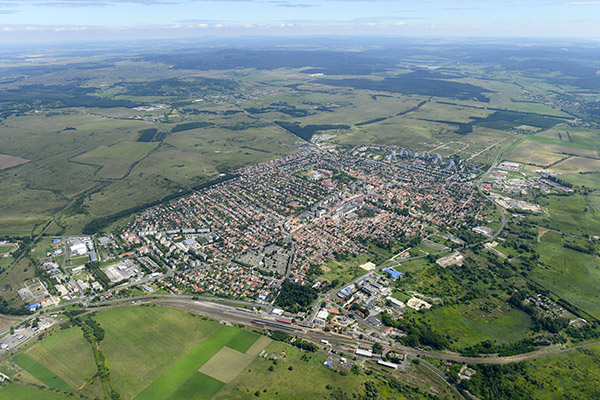
Tapolca nagy magasságból készült légi felvételen

Tapolca (németül: Toppoltz) város Veszprém vármegyében, a Tapolcai járás székhelye. A település az 1950-es megyerendezésig Zala vármegyéhez tartozott.

## Fekvése
Tapolca a Balaton-felvidék nyugati szélén, a Tapolcai-medence közepén helyezkedik el. A várost körülölelik a Tapolcai-medence bazalthegyei. Ahol az egykori Pannon-tenger vizéből lerakódott üledékekre szétfolyt a bazalt, megvédte azokat a szél és víz koptató munkájától. Így alakultak ki a térszín egykori magasságát „tanúsító”, kúp vagy koporsó alakú tanúhegyek. A várost délről elkerüli a Veszprém-Lesencetomaj közötti 77-es főút. A város vasútállomása a Balatonszentgyörgy–Tapolca–Ukk- és a Börgönd–Tapolca-vasútvonalak csomópontja.

## Története

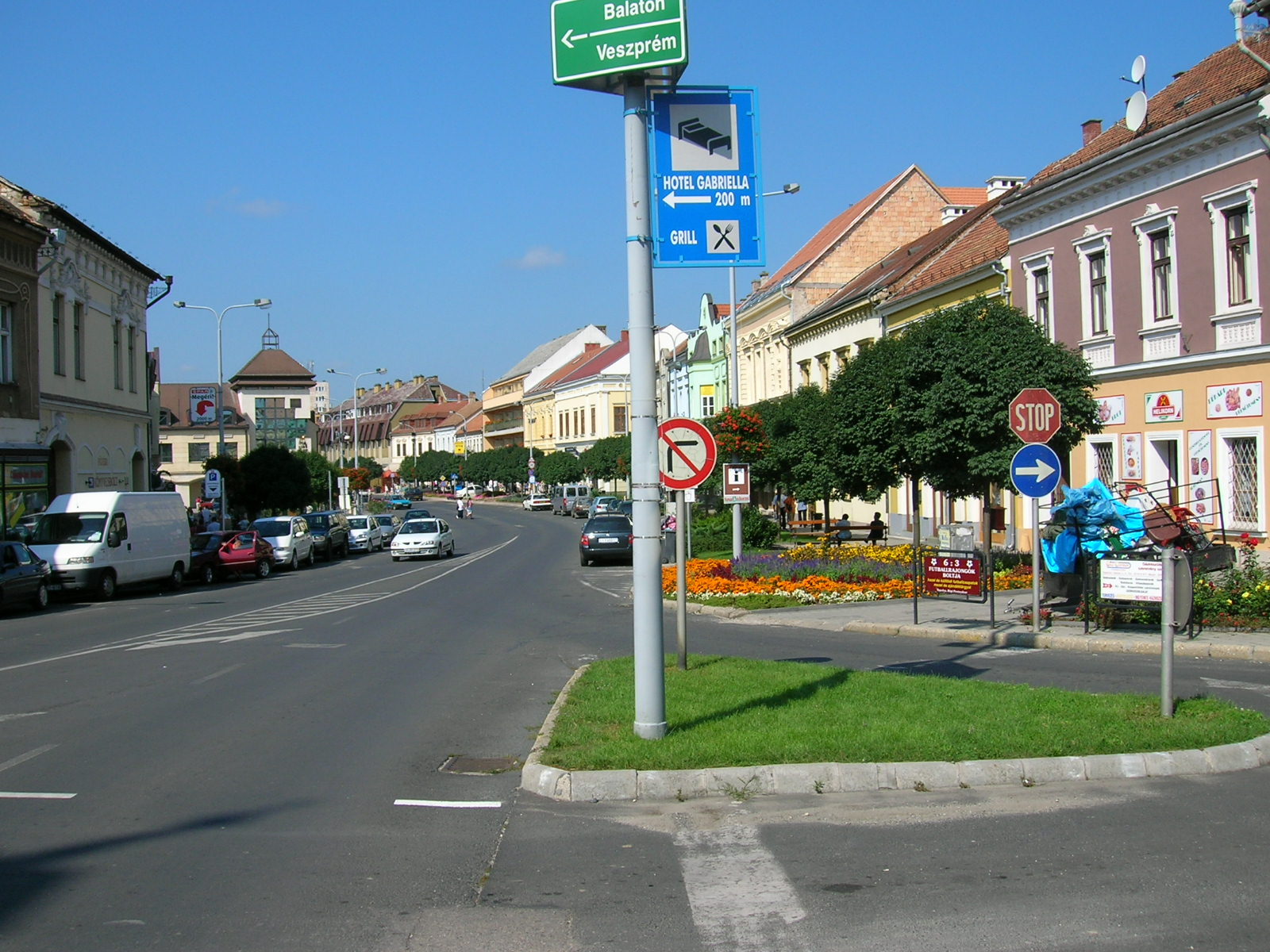
Tapolca város központja

A legrégibb település nyomaként az i. e. 5500–i. e. 4500 közötti Körös-Starčevo kultúrához tartozó újkőkori ház maradványait tárták fel 1987-ben a Templomudvarban. A régi téglagyár közelében egy késő vaskori temetőt a tártak fel.
A rómaiak által az 1–4. században épített 6 méter széles, kőből készült utak a város több pontján is megtalálhatóak. A romanizált lakosság 453-ig hun fennhatóság alatt élt, majd a területet 586-ig a longobárdok uralták.
Először akkor említik írásban (1182–1184), amikor III. Béla király (Csump nevű) udvari papjának adományozott egy berket Tapolca és Keszi között. A Tapolca név szláv eredetű, melegvízű forrást jelent. II. András király 1217 körül Turul ispánnak adományozta a területet, ekkor a neve: Turultapolcza lett. Az ekkor épült kúria és román stílusú templom nyomai megmaradtak. 1346-ban ismét királyi birtok, s az egyik oklevél szerint 1347-ben Nagy Lajos király a mai Városlődön lévő karthauzi kolostor szerzeteseinek adományozta, akik egyik birtokközpontjukká fejlesztették a mezővárost. A város a veszprémi egyházmegye tizedszedési központja, vámhely és a zalai esperesség központja lett.
A karthauziak a 15. század közepén fallal és védművekkel vették körül udvarházukat. A török hadak az 1554. évi hadjáratukkal foglalták el a várost.
A 17. században, amikor a városka Padányi Biró Márton veszprémi püspök tulajdona lett, ismét kiépítették a védelmi rendszert. Ekkor a státusa erősített püspöki mezőváros volt, 7 ökrös, 21 gyalogjobbágy és 41 szabad hajdú élt itt. Szerepet játszott a Rákóczi-szabadságharcban is.
Az 1770-ben elvégzett összeíráskor 374 mezővárosi családban 1850 személy élt. A lakosság gyorsan gyarapodott, 1802-ben már 2472 személy élt a városban, jórészt katolikusok. Mezőváros rangját 1871-ben elvesztette, ennek ellenére gyorsan fejlődött.
1891-ben megépítették a Tapolca–Sümeg, 1903-ban a Tapolca–Keszthely és 1909-ben a Tapolca–Budapest vasútvonalat, ami nagy jelentőségű volt a város polgárosodásában. Számos közintézmény települt a városba, ami járási székhely lett. 1863-ban és 1908-ban tűzvész pusztított.
A fejlődést a környéken telepített szőlőültetvények is elősegítették. Tapolcán 1925-ben a 25 nagykereskedő közül 15 a bor kereskedelmével foglalkozott. Az ipari munkások száma is növekedett a fafeldolgozásban, a szeszfőzésben és a vasútnál. A második világháborúban a település hatalmas veszteségeket szenvedett: nyolcszáz zsidó lakosát is deportálták.
1966. március 31-én a települést ismét várossá avatták, és még ebben az évben a bakonyi bauxitbányászat központja lett. Ekkor a város fejlődése új lendületet vett. A Kazinzy tér körül kiépült az Y alakú házairól ismert Bauxitváros lakóterület. Új üzemek épültek, (például bazaltgyapot-gyár), szélesedett a kereskedelem, kiépült az iskolahálózat, és közművelődési létesítményeket hoztak létre. A város a Balaton-felvidék jelentős ellátásszervező kisvárosává vált.

## Közélete

### Polgármesterei
- 1990–1992: Dr. Nagy József (független)[4][5]
- 1992–1998: Sibak András (MSZP)[5][6]
- 1998–2002: Ács János (Fidesz-FKgP-MDF-Iparoskör-Váll...)[7][8]
- 2002–2006: Ács János (Fidesz-MDF-Iparoskör-TKVE)[9]
- 2006–2008: Ács János (Fidesz-KDNP)[10]
- 2009–2010: Császár László (Fidesz)[11]
- 2010–2014: Császár László (Fidesz-KDNP)[12]
- 2014–2019: Dobó Zoltán (Jobbik)[13]
- 2019–2024: Dobó Zoltán (Egységben Tapolczáért Egyesület)[14]
- 2024– : Dobó Zoltán (Egységben Tapolczáért Egyesület)[1]

A településen 2009. március 29-én időközi polgármester-választást tartottak, az előző polgármester halála miatt.

## Népesség
A következő ábra bemutatja, miként változott Tapolca lakosainak száma 1910-től:
A 2011-es népszámlálás idején a lakosok 85,6%-a magyarnak, 1,2% németnek, 1,3% cigánynak mondta magát (14,3% nem nyilatkozott). A vallási megoszlás a következő volt: római katolikus 54,4%, református 3%, evangélikus 1,2%, felekezeten kívüli 13,3% (26,9% nem nyilatkozott).
2022-ben a lakosság 89%-a vallotta magát magyarnak, 1,1% németnek, 0,7% cigánynak, 0,1% románnak, 0,1% horvátnak, 0,1% szerbnek, 2,4% egyéb, nem hazai nemzetiségűnek (10,9% nem nyilatkozott; a kettős identitások miatt a végösszeg nagyobb lehet 100%-nál). Vallásuk szerint 41,2% volt római katolikus, 2,8% református, 1,1% evangélikus, 0,2% görög katolikus, 1,1% egyéb keresztény, 0,9% egyéb katolikus, 12,4% felekezeten kívüli (40% nem válaszolt).

## Közlekedés
Tapolca minden irányból jól megközelíthető, a városba három vasútvonalon és hét közúton juthatunk el.

Tapolca és környékének térképe

### Közút
Tapolca római kori elődjén haladt keresztül az Aquincumot Itáliával összekötő legrövidebb útvonal. Jelenleg is fontos útvonalak találkoznak Tapolcán. Ma eljuthatunk a 77-es főúton Veszprém és Balatonederics, a 7316-os úton a Balaton (Badacsonytomaj), Keszthely, a 7317-es úton Devecser, a 7318-as úton Szigliget és Hegymagas, a 7319-es úton Sümeg, a 7345-ös úton pedig Kisapáti és Nemesgulács irányába is. A városközpont tehermentesítése érdekében 2002-ben készült el a települést délről elkerülő út utolsó szakasza.
A rendszeres távolsági buszközlekedés 1929-től indult. Napjainkban az összes környező település, valamint a Dunántúl számos városa elérhető közvetlen buszjárattal. 2013. július 1-től az elektronikus útdíjfizetési rendszer elindulásával egyetemben a 7301-es jelű Veszprém-Tapolca-Lesencetomaj 84-es főút közötti összekötő útból létrejött a 77-es főút, így a város a főúthálózatba is bekapcsolódott. E főútvonal az 1960-as évekig a 74-es számot viselte, akkor kapta a 7301-es számot, de lényegében mindig is főútvonal volt, az maradt 7301-es útként számozódva is.

### Vasút
A Tapolcára tartó vasútvonalak közül elsőként az 1891-ben átadott Tapolca és Sümeg közötti, majd 1903-ban a Tapolca és Keszthely közötti szakasz épült meg. Ezek a szakaszok a Balatonszentgyörgy–Tapolca–Ukk-vasútvonal részei. A budapesti összeköttetést biztosító székesfehérvári vonalat 1909-ben nyitották meg. Amíg a Déli Vasút vonalait a MÁV át nem vette, a tapolcai vonatok Adonyszabolcs (mai nevén Pusztaszabolcs)  állomás érintésével közlekedtek Budapestre. Az így kialakult vasúti csomópont miatt gyakran emlegetik Tapolcát a Balaton északi kapujának.

A Dunántúl számos települése elérhető közvetlenül Tapolcáról. A Budapest–Balatonfüred– Tapolca viszonylaton gyorsvonatokkal utazhatunk.

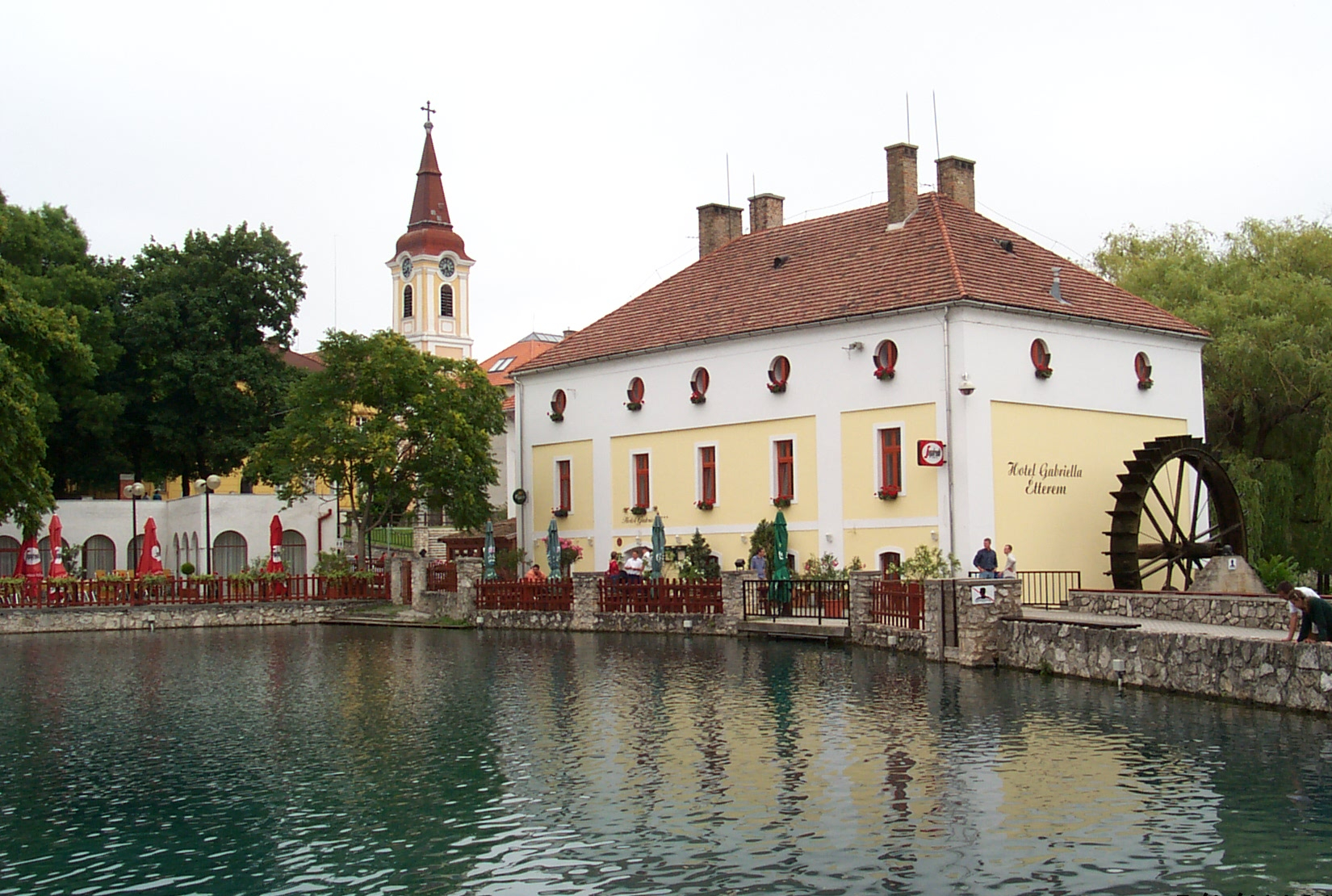
Tapolca belvárosa a vízimalommal

A mai már üzemen kívül lévő zalahalápi iparvasutat 1927-ben építették. A Tapolcát és a diszeli kőbányát összekötő keskeny nyomtávolságú vasút 1943-tól 1982-ig üzemelt, a kisvasúttal bazaltot szállítottak a nagyvasúti átrakóhoz.

### Városi közösségi közlekedés
Az első városi buszvonalat 1958-ban hozták létre a vasútállomás és a kórház között. Jelenleg a városi közlekedést a Tapolcai Városgazdálkodási kft. által üzemeltetett autóbusz körjárat szolgálja, amely a Juhász Gy. u. – Köztársaság tér – Ady E. u. – Sümegi út – Május 1. u. – Keszthelyi út – Dobó tér – Keszthelyi út – Vasútállomás – Május 1. u. – Sümegi út – Deák F. u. – Kossuth L. u. – TESCO – (Diszel) – TESCO – Berzsenyi u. – Juhász Gy. u. útvonalon halad. A körjárat menetideje 40 perc, Diszel érintésével 50 perc. A követési időköz 20 és 50 perc között változik, naptól és napszaktól függően.

## Nevezetességei

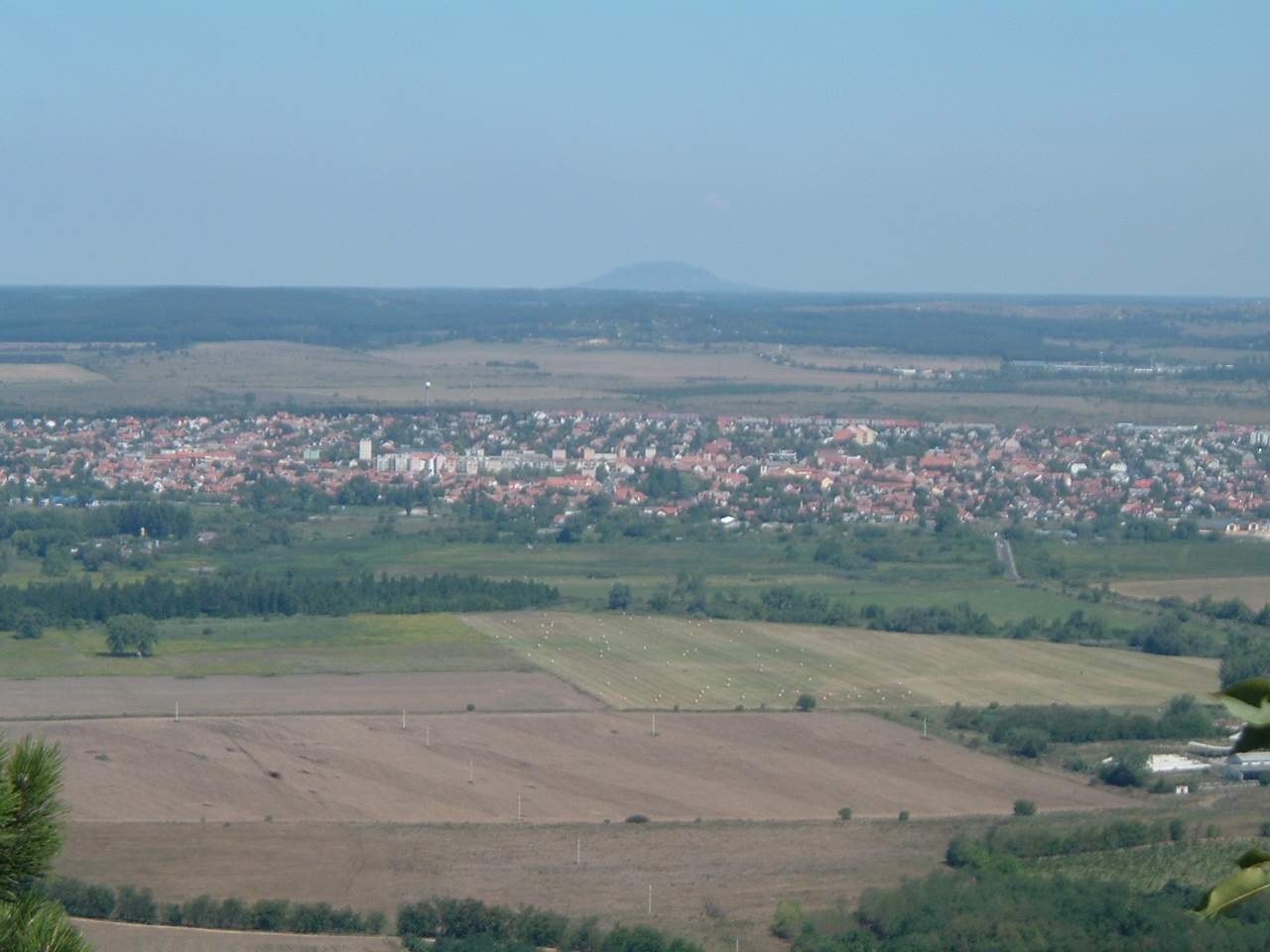
Tapolca látképe a Szent György-hegyről, háttérben a Somló hegy

### Tapolcai-tavasbarlang
A szakemberek bizonyították, hogy Tapolca több feltárt barlangja közös rendszert alkot, ezzel Magyarország negyedik leghosszabb barlangrendszere.
A Tapolcai-tavasbarlang teljes hossza 3280 méter - bár a helyi barlangkutató csoport vezetője, Szilaj Rezső szerint a feltárt barlangrendszer hossza 8700 méternyi -, mélysége a bejárattól számítva 16 méter. A mészkő repedéseibe bejutó víz alakította ki. A barlangot 1903-ban fedezték fel kútásás közben, Tóth Pál pékmester telkén Németh Ferenc kőműves és Biró Gyula kútásó mesterek. 1912-ben elkészült a villanyvilágítás, és a barlangot megnyitották a látogatók előtt. A barlang a nyirádi bauxitbányászat vízszintsüllyesztése miatt sokáig vízmentes volt, és le is zárták. A bányászat befejezése után a karsztvíz szintje helyreállt, és egy 250 m-es szakaszát (amiből 180 m-t csónakkal kell megtenni) ismét megnyitották. A csónakos körtúrán a víz mélysége 0,4–3 m. Egy-egy csónakba hárman ülhetnek, a jármű 220 kg-ig terhelhető. A csónakázó rész áteresztőképessége 130 látogató óránként. A tavasbarlang nagyobbik része víz alatt van, nem látogatható. A látogatható részbe 73 lépcsőn juthatunk le. Odabent a hőmérséklet 20 °C, a relatív pártartalom több mint 90%.
2015. január 20-án nyílt meg a tavasbarlang 770 négyzetméteres, tíztermes látogatóközpontja.

### Más barlangok
A Kórház-barlang teljes hossza 2850 méter, mélysége a bejárattól számítva 14 méter szárazon, víz alatt 36 méter. A barlangot a kórház területén a tüdőpavilon építésekor, 1925-ben fedezték fel. A barlanggal akkor nem törődtek, járatait nagyrészt törmelékkel töltötték fel. Csak több mint egy évtized múltán, 1937-ben mérte fel a járatokat Kessler Hubert, és az ő javaslatára a törmeléket kitermelték, és a kórház alapjainak megerősítésére a szükséges helyekre pilléreket építettek benne. A hidegháború idején földalatti kórházzá akarták kiépíteni, szerencsére a munka (pénzhiány miatt) már az elején félbeszakadt. A figyelem akkor irányult ismét a barlangra, amikor kimutatták a lenn tartózkodás kedvező hatását. 1972 óta légúti megbetegedésekben szenvedőkre és terápiás kezelésekre kezdték használják. A kórház ezzel egyedülálló lehetőséghez jutott: mintha a kórházat építették volna a gyógybarlang fölé. A betegeknek az utcára sem kell kilépniük: a barlangba a betegek lifttel juthatnak be, és orvosi felügyelet mellett folytathatják a légzésterápiát a barlang száraz, tágas termeiben. A légzésterápiát kezdetben vezető dr. Horváth Tibor kezdeményezésére 1982 óta a Kórház-barlang gyógybarlang. Horváth Tibor működését külföldön is elismerés övezte: a Nemzetközi Szpeleológiai Unió Szpeleoterápiai Szakbizottságát vezette éveken keresztül. A barlang feltárása és kutatása jelenleg is folyik.
2010. november 26-án két újabb barlangi tavat fedeztek fel Tapolcán a Berger Károly-barlangban, melyek átmérője 23 illetve 30 méter, így jelenleg ezek Magyarország legnagyobb vízfelülettel rendelkező barlangi tavai. A Tapolcai Plecotus Barlangkutató Csoport, amely 1986 óta kutatja a tavasbarlangot, 2002-ben kezdte el az egykori sekély tengerben lerakódott mészkőben kialakult barlang feltárását. A két üregbe egy tizenkét méter mély kúton keresztül lehet leereszkedni.

### Múzeumok

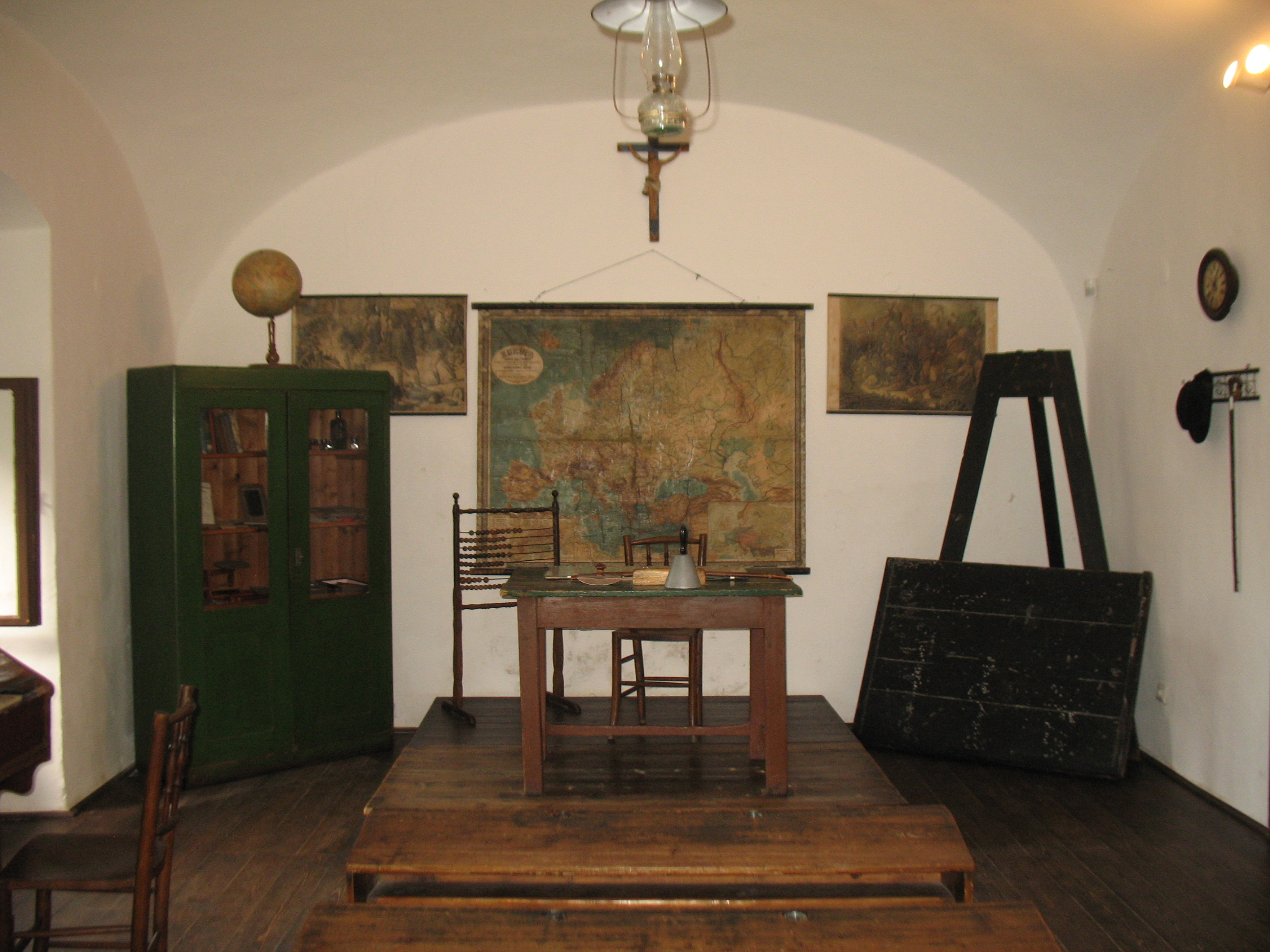
iskolatörténeti kiállítás

- Városi Múzeum (Templom domb 8.; 46° 52' 58.6308" N, 17° 26' 34.7316" E). Közép-Európa egyik legrégibb népiskolájában helytörténeti kiállítást és iskolamúzeumot rendeztek be. A régi iratok szerint az egykori végvár várkastélyának romjaira épült Kántorház már 1726-ban állt. Falai között tanulta a betűvetést Batsányi János (1763-1845), a felvilágosodás nagy költője. A múzeum eredetileg pedagógiatörténeti gyűjtemény volt, majd a várost bemutató régészeti, történeti, néprajzi, ipartörténeti és képzőművészeti anyaggal egészítették ki. Itt láthatók a helyi ásatások leletei, és kőtár is várja a látogatókat. Nyitva május 31-ig hétfő-péntek: 9:00-16:00; nyáron hétfő kivételével 10:00-17:00 (Kirándulástervező).
- Marton Galéria állandó kiállítás Marton László műveiből

### Templomok

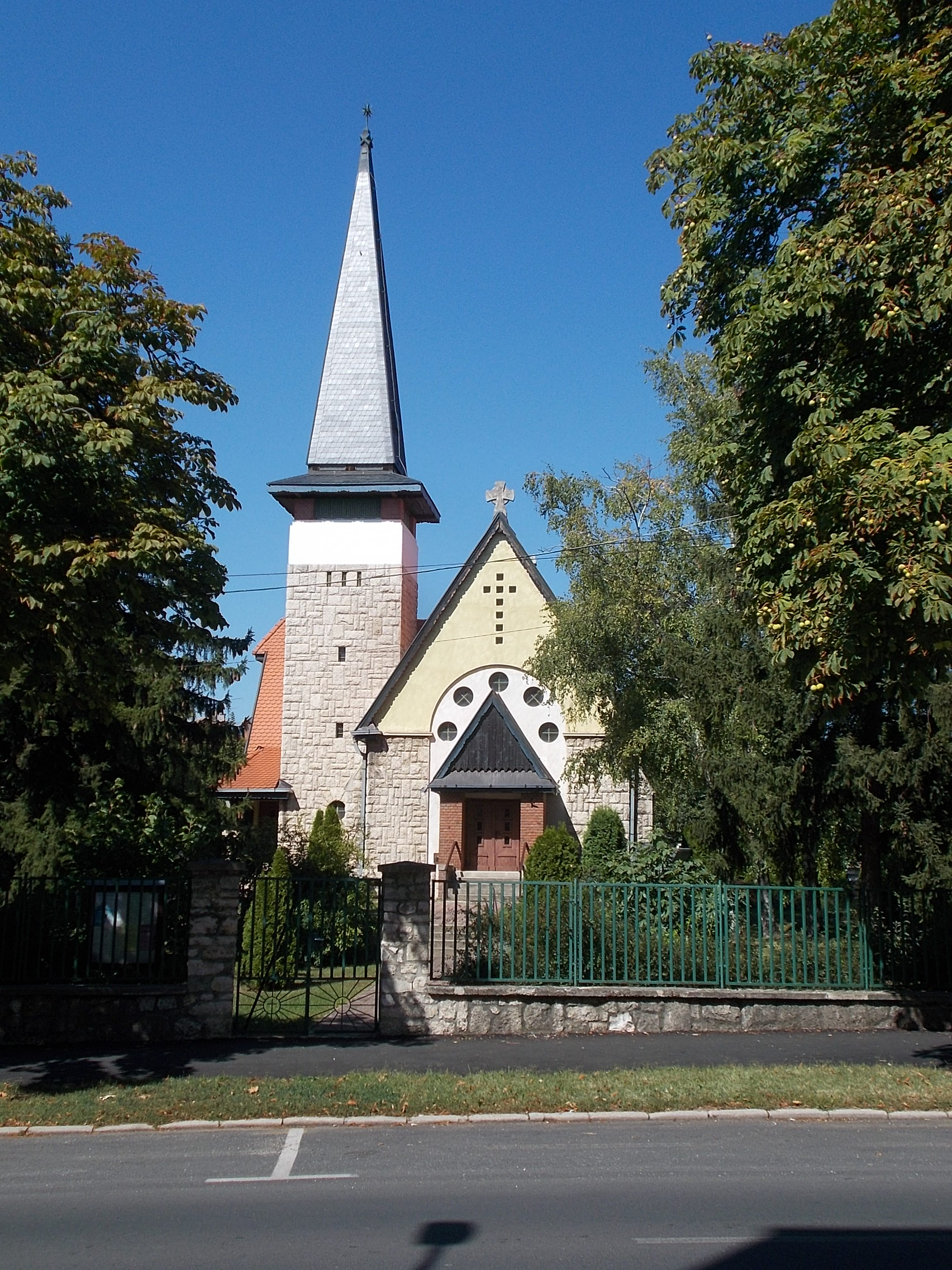
A tapolcai protestáns templom

- Katolikus templom (Templomdomb; 46° 52' 59" É, 17° 26' 35" K). Az eredeti épületet még Turul ispán emeltette a 13. század század első felében, ezt ma már jóformán csak a déli oldalán levő romanikus stílusú ablak jelzi. A karthauziak a 15. század elején ezt egészítették ki egy gótikus, keresztbordás mennyezetű szentéllyel. A szentély déli külső falán Szent Kristóf freskójának töredéke látható – ezen szent József alakjában Zsigmond királyt örökítette meg a művész. A török idők alatt megsérült templomot Padányi Biró Márton veszprémi püspök állíttatta helyre 1756-1757-ben, és egyúttal barokk hajót építtetett hozzá. A 19. század végén, Ley József plébános két oratóriumot építtetett és egy neogótikus oltárt rendelt Innsbruckból. A homlokzatot, amit Szent István és Szent Imre fülkeszobrai díszítenek, Haraszti Margit restaurátor tárta fel és konzerválta. A templom északi oldalához kapcsolódik az irgalmas nővérek rendháza és óvodája, amit Ranolder János püspök építtetett 1872-ben.
- Protestáns templom. A helyi református és evangélikus gyülekezet közös temploma. Berendezése egyszerre szolgálja a két közösség sajátos arculatát. Az épület Darányi Ignác utca és az Ady Endre utca sarkán helyezkedik el. (46° 53' 2.4" N,17° 26' 21.6" E)  A Tapolcai Protestáns Templom Szeghalmy Bálint tervei alapján készült el, saját leírása szerint a „magyar [székely, kalotaszegi] népi építészet elemeinek korszerű és egyéni felfogásban való alkalmazásával”. Több alkalommal renoválták az épületet, a második világháborúban a faszerkezetű kupola sérült meg. Legutóbb 2006-ban történt meg a templom teljeskörű felújítása.[27]

### Szobrok

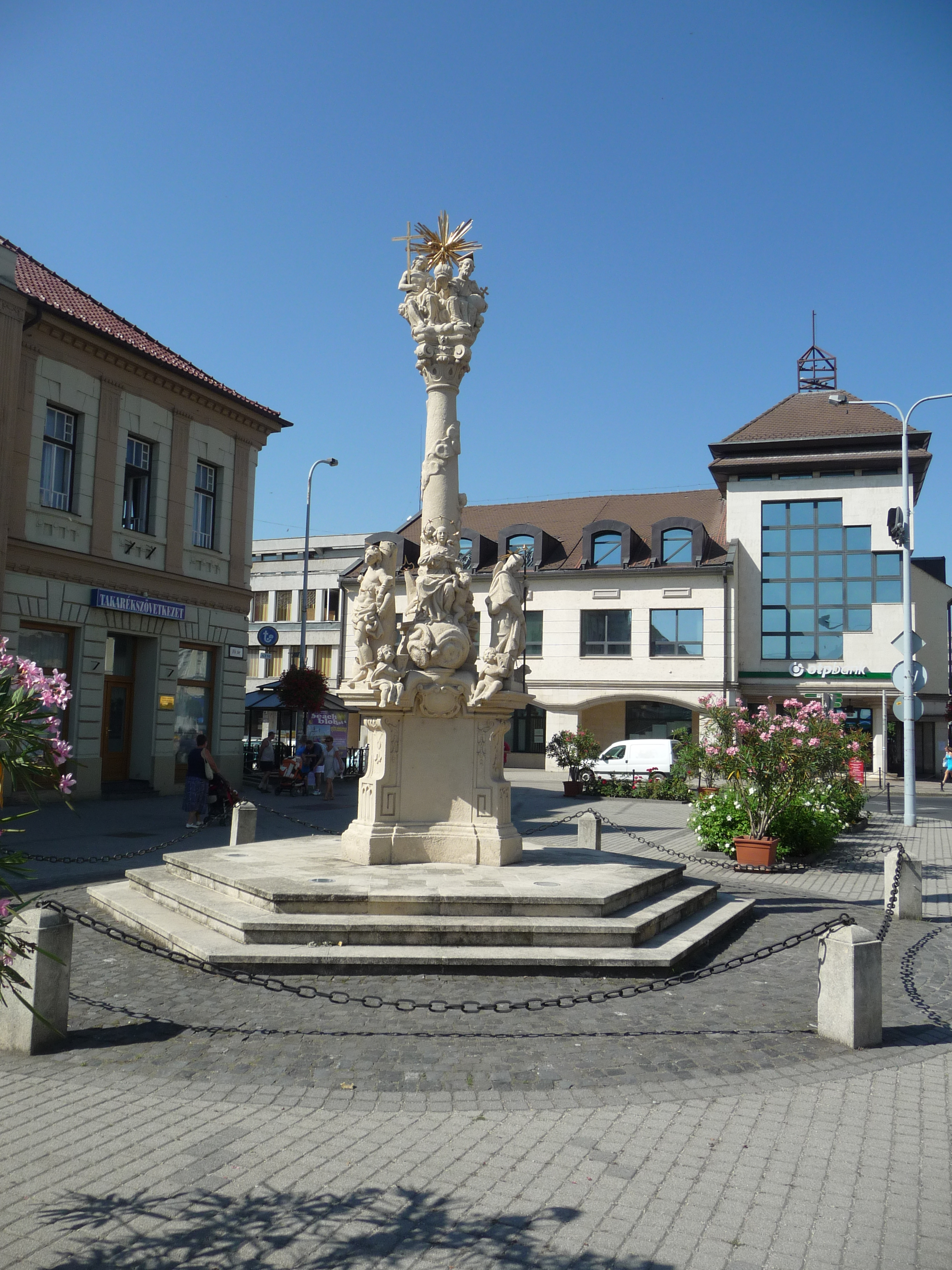
Szentháromság–szoborcsoport

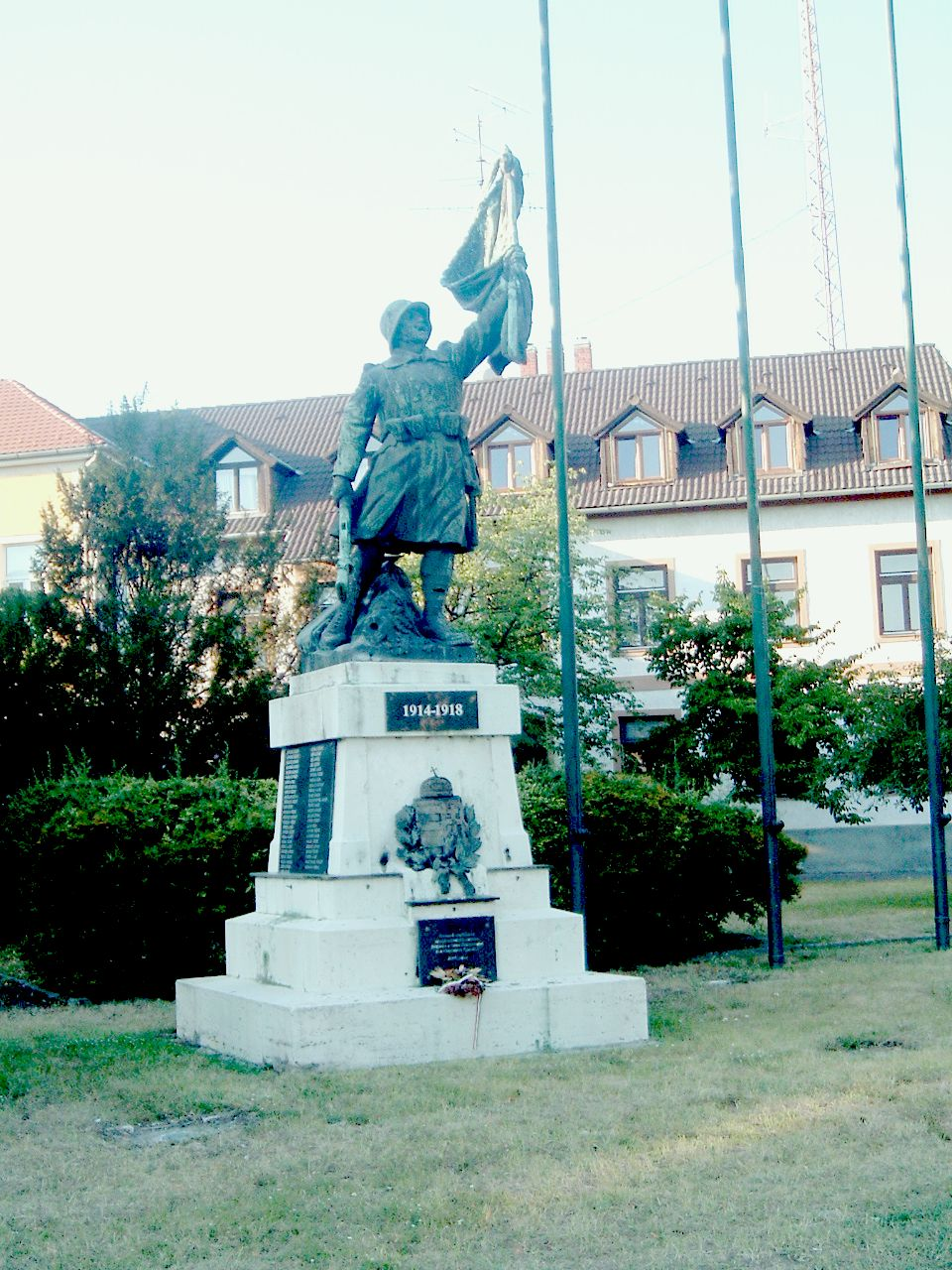
Az I. világháborús emlékmű

- Szentháromság-szobor – Fő tér (É: 46.882824, K: 17.440712). A hatszögletű lépcsős talapzaton álló, barokk mészkő szoborcsoportot Padányi Biró Márton veszprémi püspök állíttatta 1757-ben. 1998-ban helyreállították.
- Trianon Emlékmű
- Marton László számos köztéri alkotása:

- Kiskirálylány, 1990. Fő tér (É: 46.882708, K: 17.440678)

A szobor eredeti (50 cm-es) kisplasztikáját a művész 1972-ben mintázta legidősebb lányáról, az akkor 5 éves Évikről. Az eredeti kisplasztika a Magyar Nemzeti Galéria tulajdona. Nagyobb változata 1990 óta ül a Dunakorzón, a Vigadó előtt, a másodpéldány került Tapolcára. Egy további másolata Tokióban, a Tokyo Metropolitan Art Space kulturális központ koncertterme előtti csarnokban látható.
- Szent Borbála, 2000. Kisfaludi utca 2–6. (A Tavasbarlanggal szemben, a Városi Művelődési ház előtt; É: 46.883124, K: 17.443173).

A bronzszobor bazalt kövekből rakott talpazaton áll. Fején korona, egyik kezében mécses, másikban pálmaág, mellette vártorony. Talpazatán a réztábla felirata: Szent Borbála a bányászok védőszentje. 2000-ben állíttatta a Bakonyi Bauxitbánya Vállalat
- Múltunk, 1988. Templomdomb 6. (A templomdombi iskola előtt; É: 46.880549, K: 17.442014).

Márvány posztamensen guggoló bronz férfialak, kezében római cserépedény töredékével.
- Szomorú történelmünk, 1990. Hősök tere (É: 46.882067, K: 17.435350).

Romos kőfal előtt álló, csuklyás bronz alak.
- Pásztorfiú, 1943. Köztársaság tér (a szobrász szülőháza előtt; É: 46.885056, K: 17.442624)

Alacsony kőtalapzaton álló bronz alak. A művész legelső műveinek egyike.
- Négy évszak, 1992. Malomtó park (É: 46.881770, K: 17.440238)

Alacsony kőoszlopokon álló, allegorikus alakok.
- Bányászok – térplasztika, 1972. Kossuth utca 2. (a Bauxitbányászati Kft. székháza előtt; É: 46.882768, K: 17.441472)

450 cm x 25 cm x 175 cm-es, figurális mészkő kompozíció szocreál stílusban.
- Wass Albert – mellszobor, 2008. Batsányi J. u. 1.

A szobrász utolsó alkotása. A költő-író bronzszobra a nevét viselő könyvtár és múzeum előtt áll (Veszprém).
- Batsányi János – Segesdi György, 1960. A Nagy tó körüli sétány északnyugati részén; É: 46.882004, K: 17.440689)

A költő bronz alakja mészkő talapzaton áll.
- Batsányiné Baumberg Gabriella – Kocsis András, 1964 (Köztérkép), 1966 (Kirándulástervező). Arany János utca (a Kis-tó nyugati partján; É: 46.880802, K: 17.441225)

Batsányi hitvese, Baumberg Gabriella osztrák költőnő bronz mellszobra a Malom-tó közelében, mészkő talapzaton látható. Talapzatán a felirat: BATSÁNYINÉ BAUMBERG GABRIELLA 1766-1839.

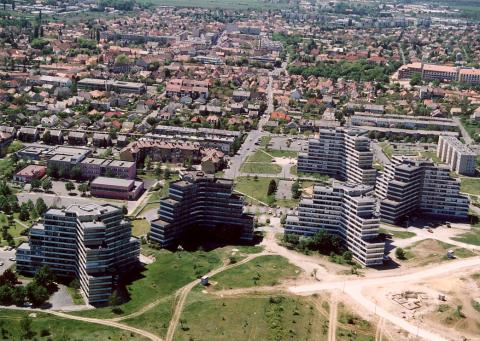
Légifotó 1
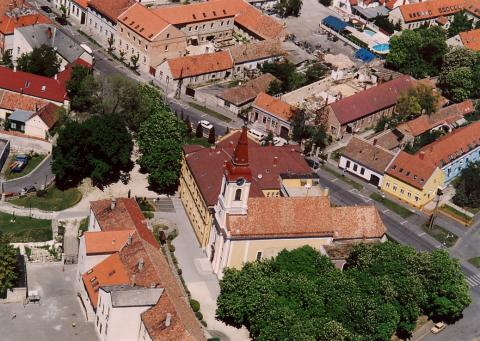
Légifotó 2
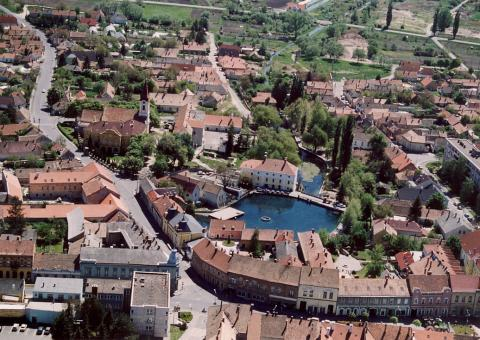
Légifotó 3
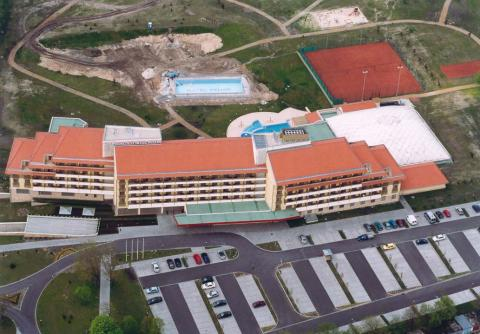
Légifotó 4
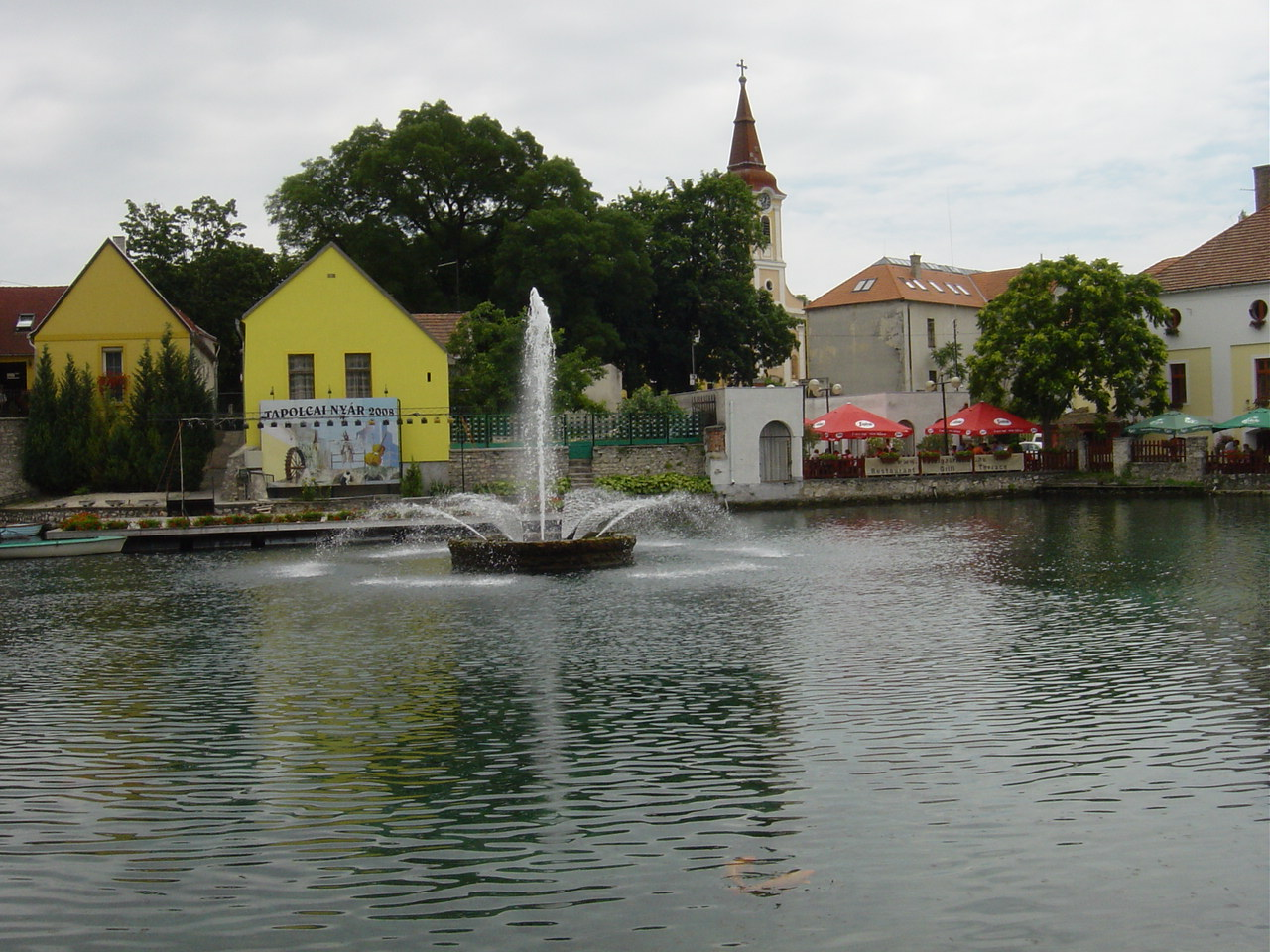
Szőlőt szedő lány – R. Törley Mária (szobrász) és Papp Zoltán Tamás (építész) munkája, 2010. Batsányi tér (Az Alsó-tó nyugati oldalán, a játszótér és a forrás között; É 46.880831, K 17.440683).
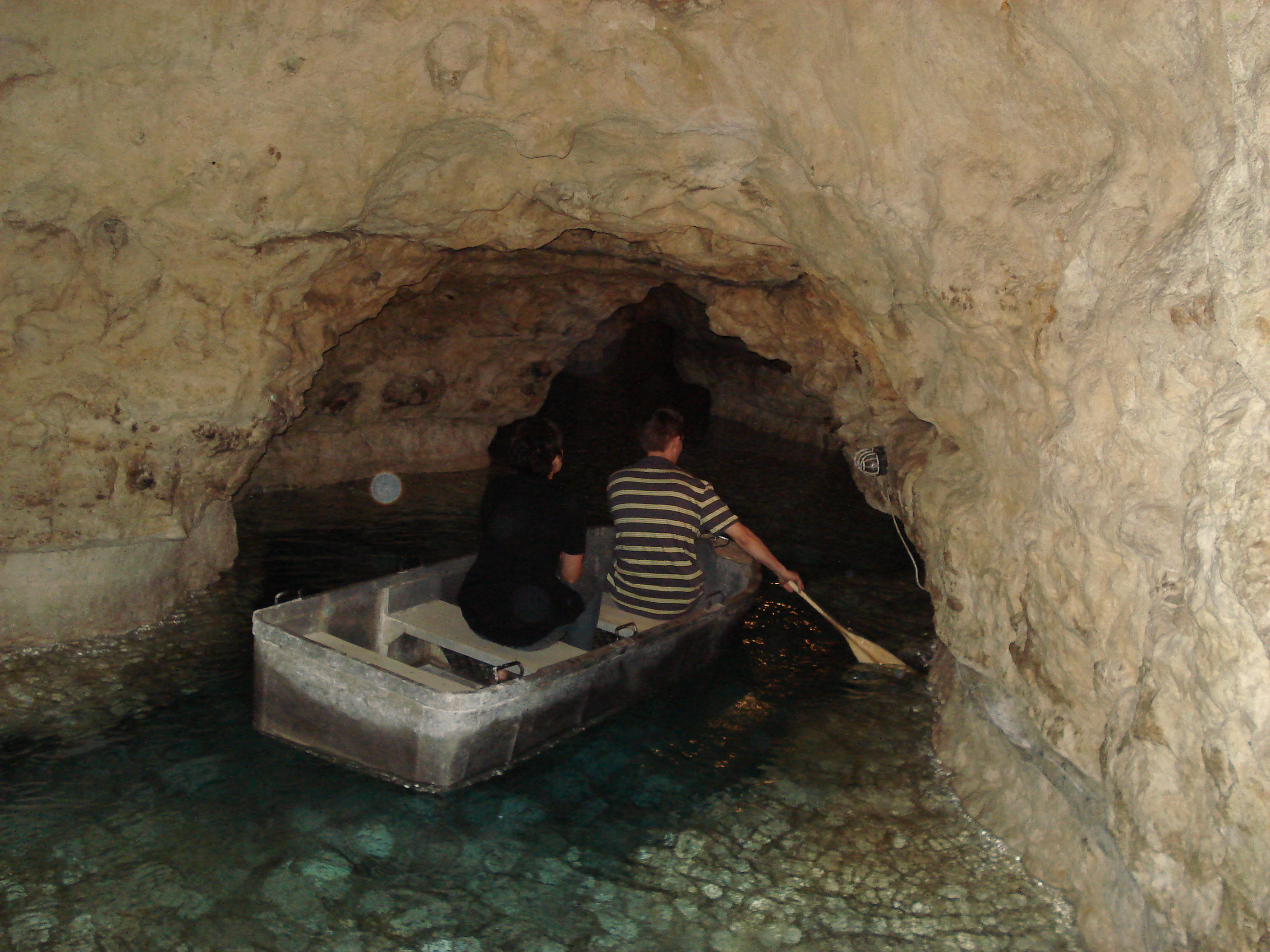
Tavasbarlang
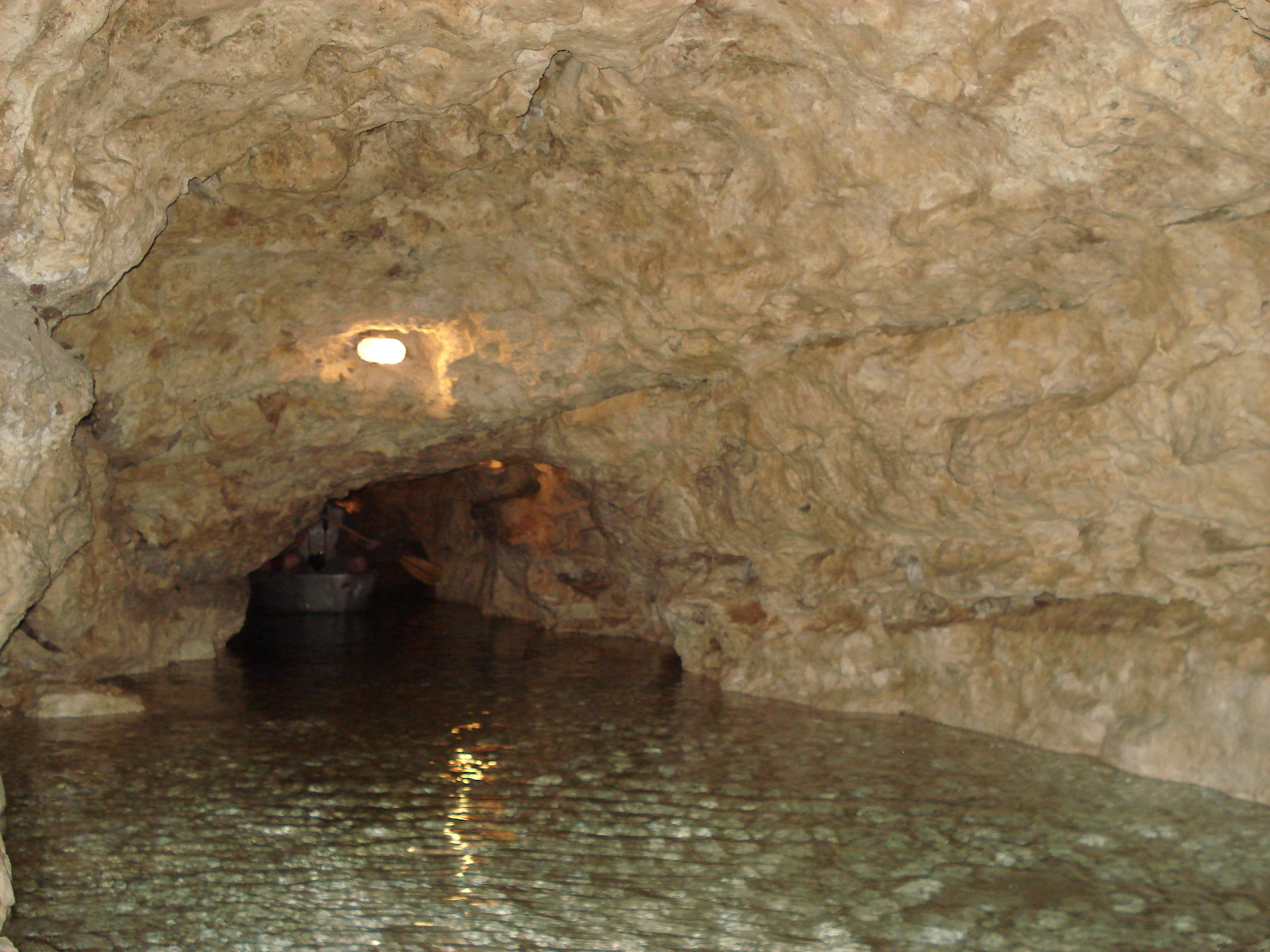
Tavasbarlang
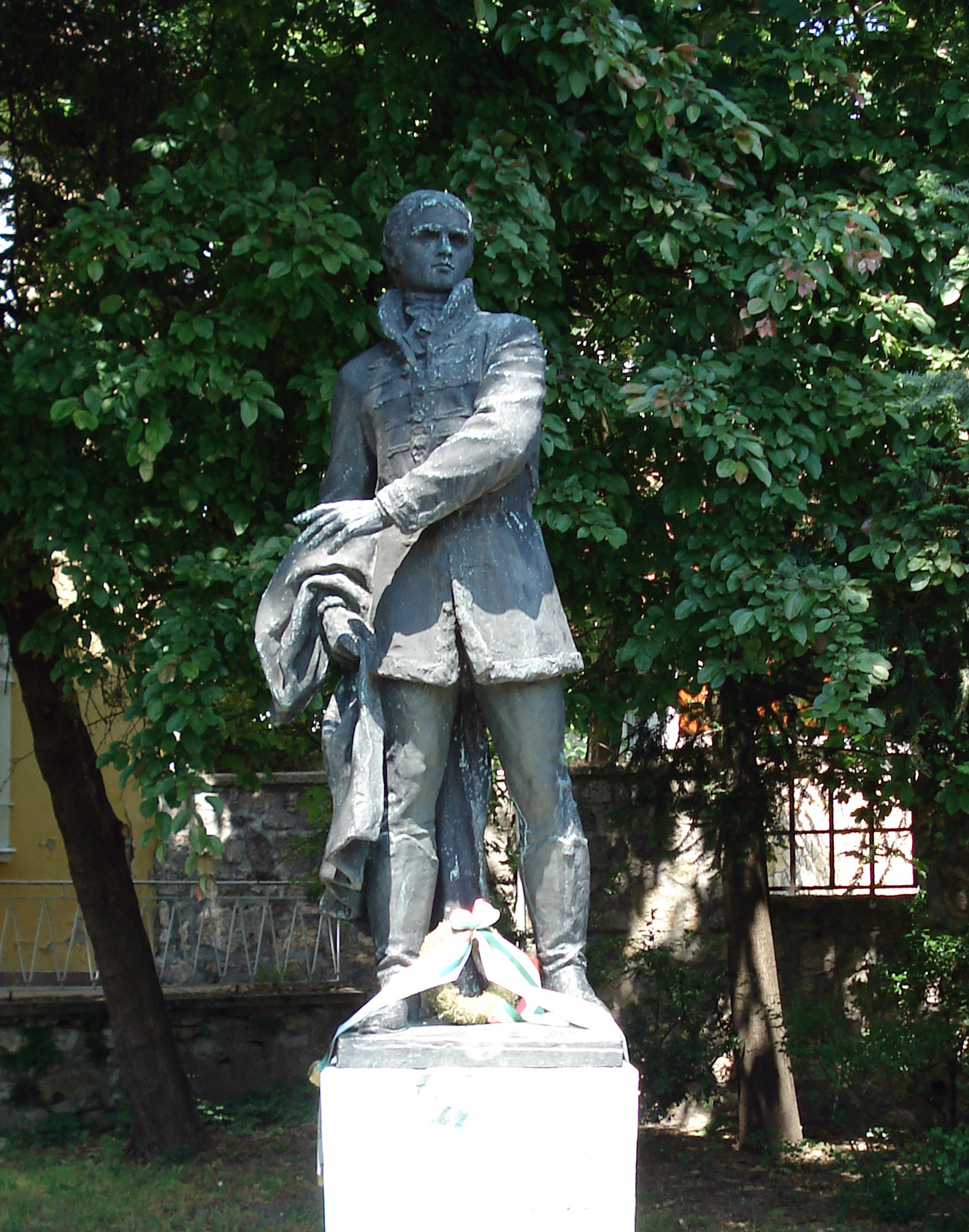
Batsányi János szobra
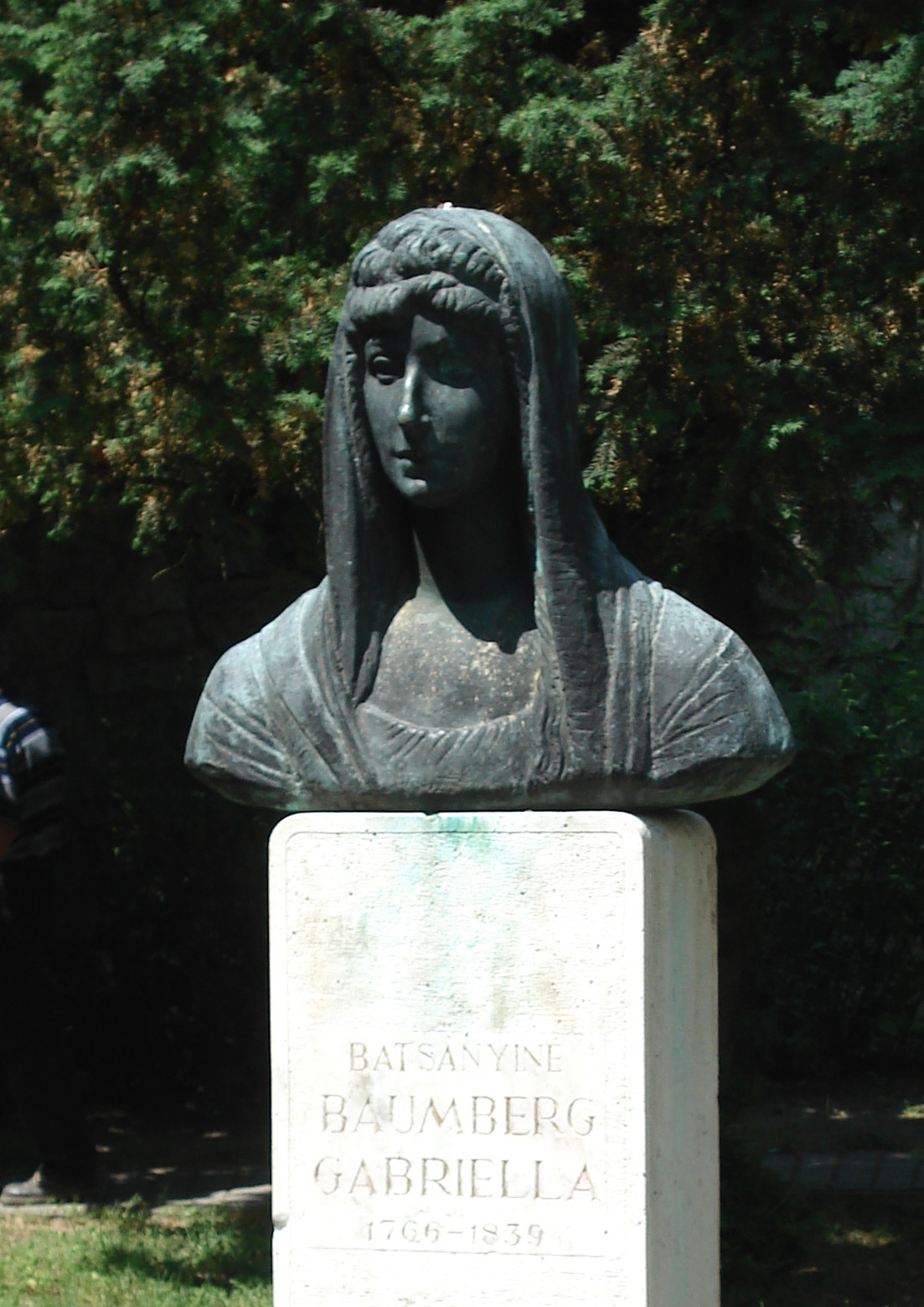
Batsányiné Baumberg Gabriella szobra
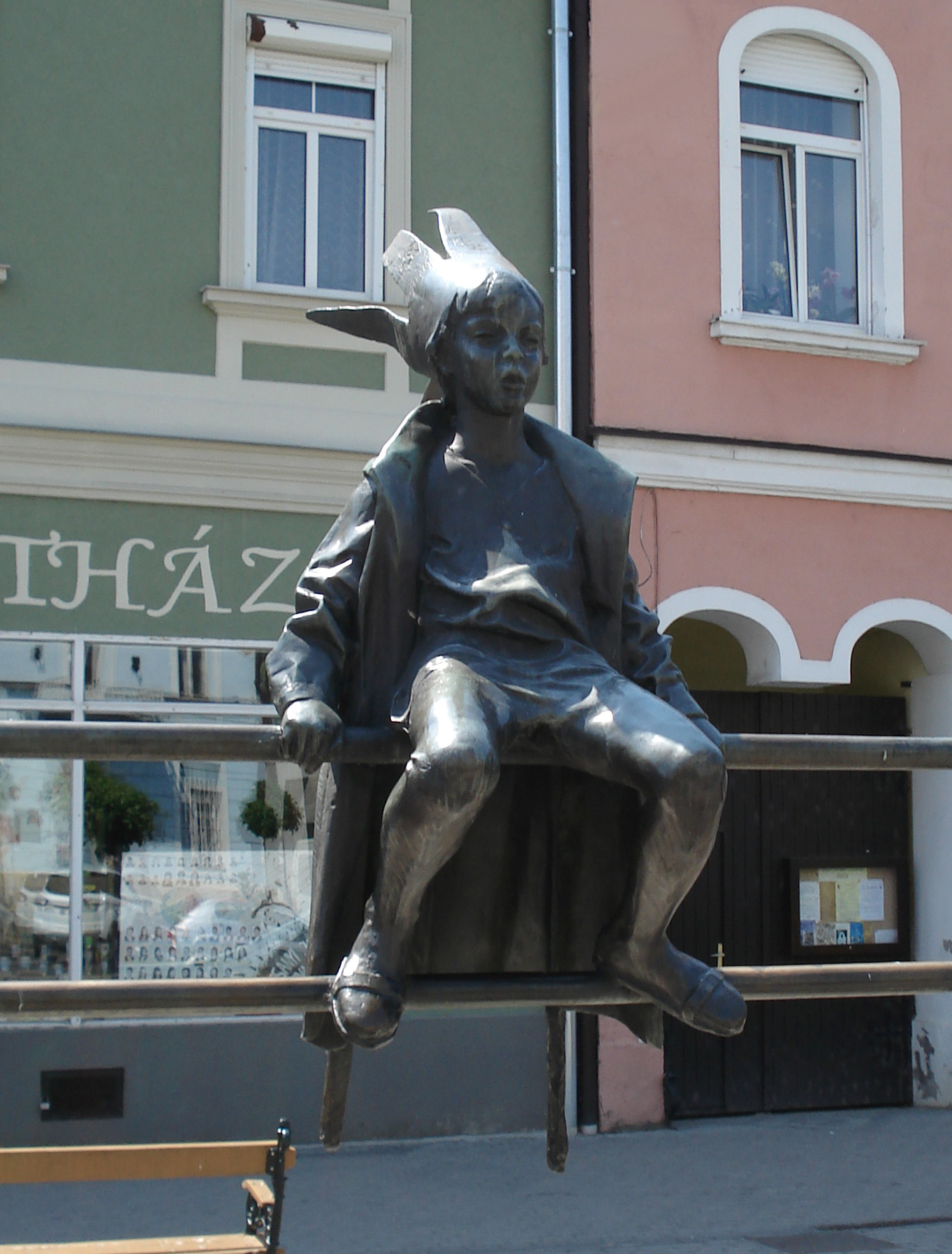
Kiskirálylány, Marton László szobra
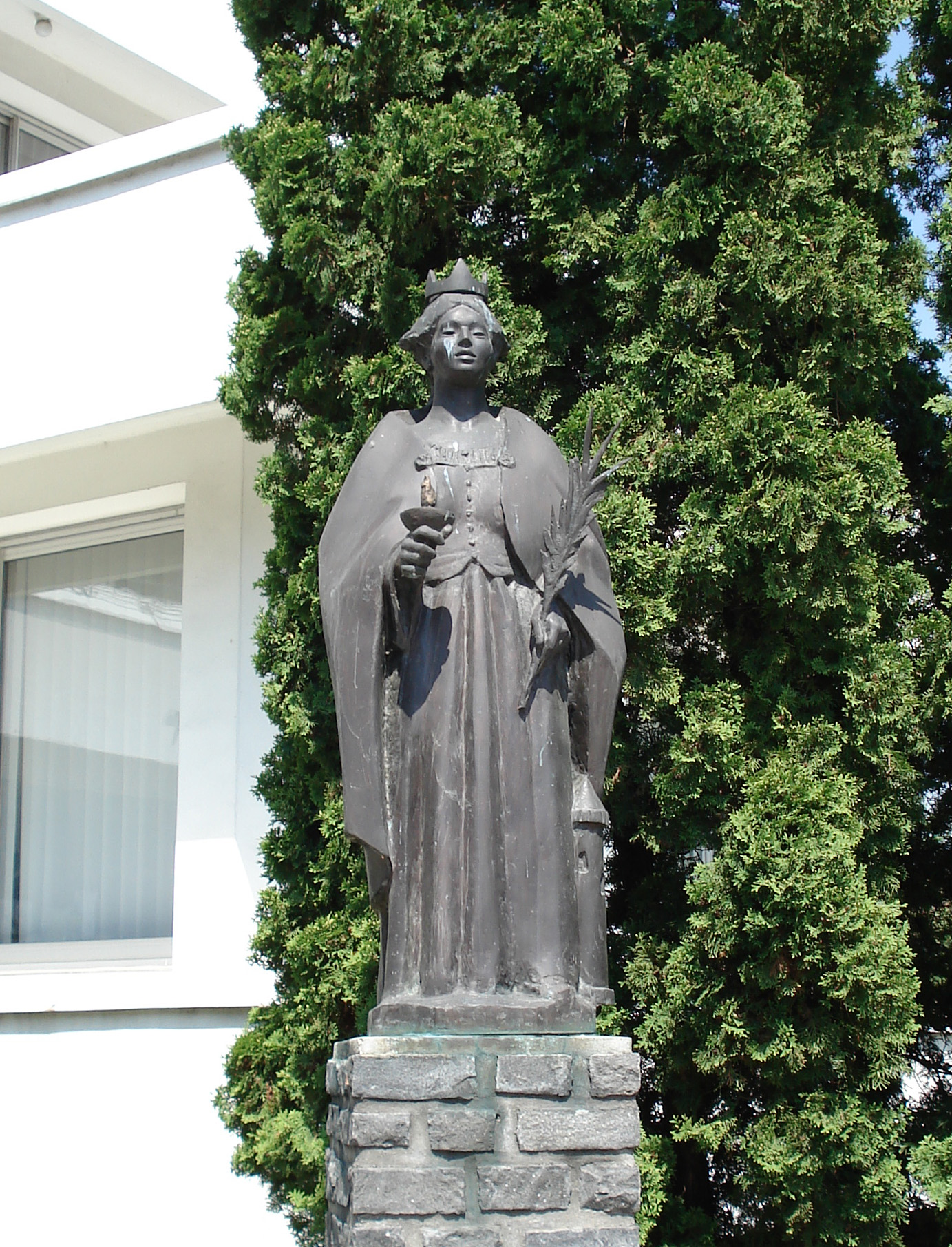
Szent Borbála szobra
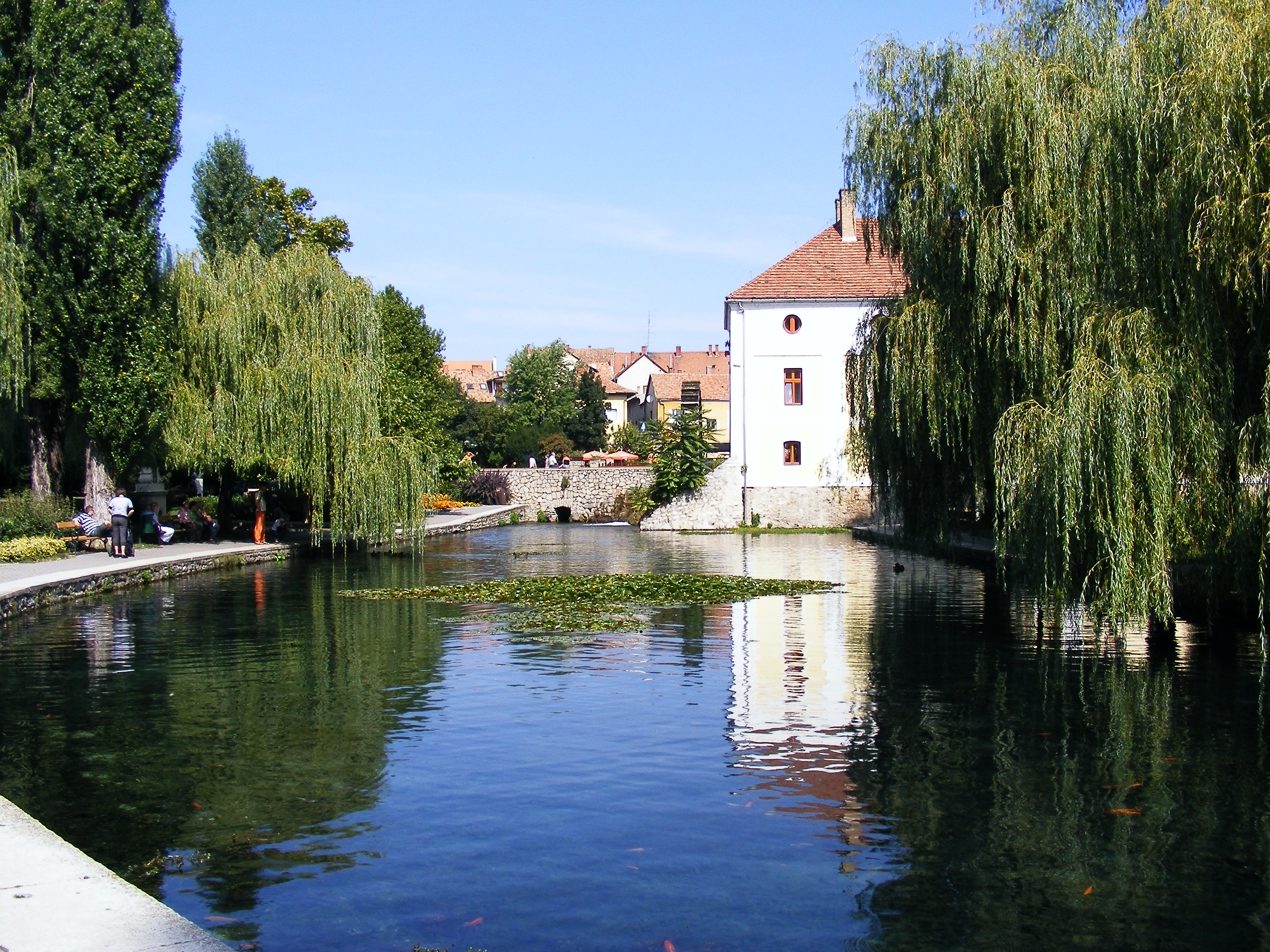
A Malom-tó
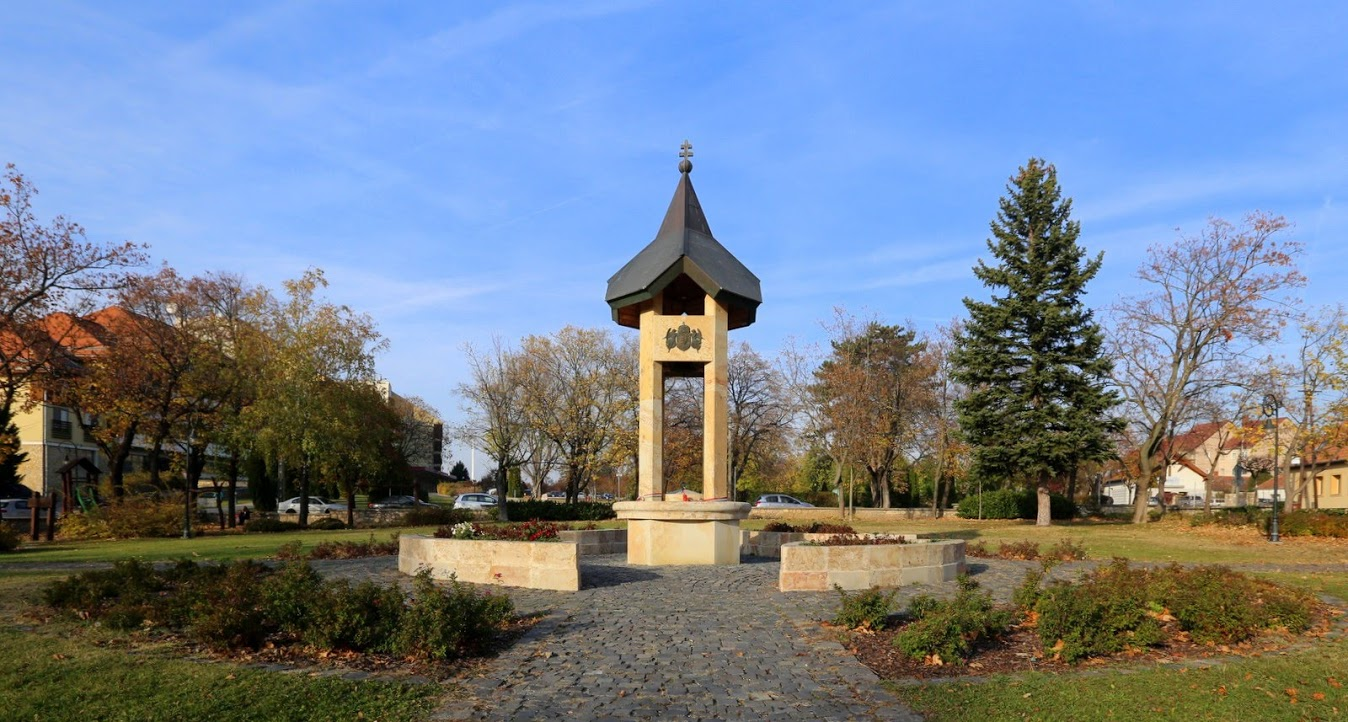
Trianoni emlékpark
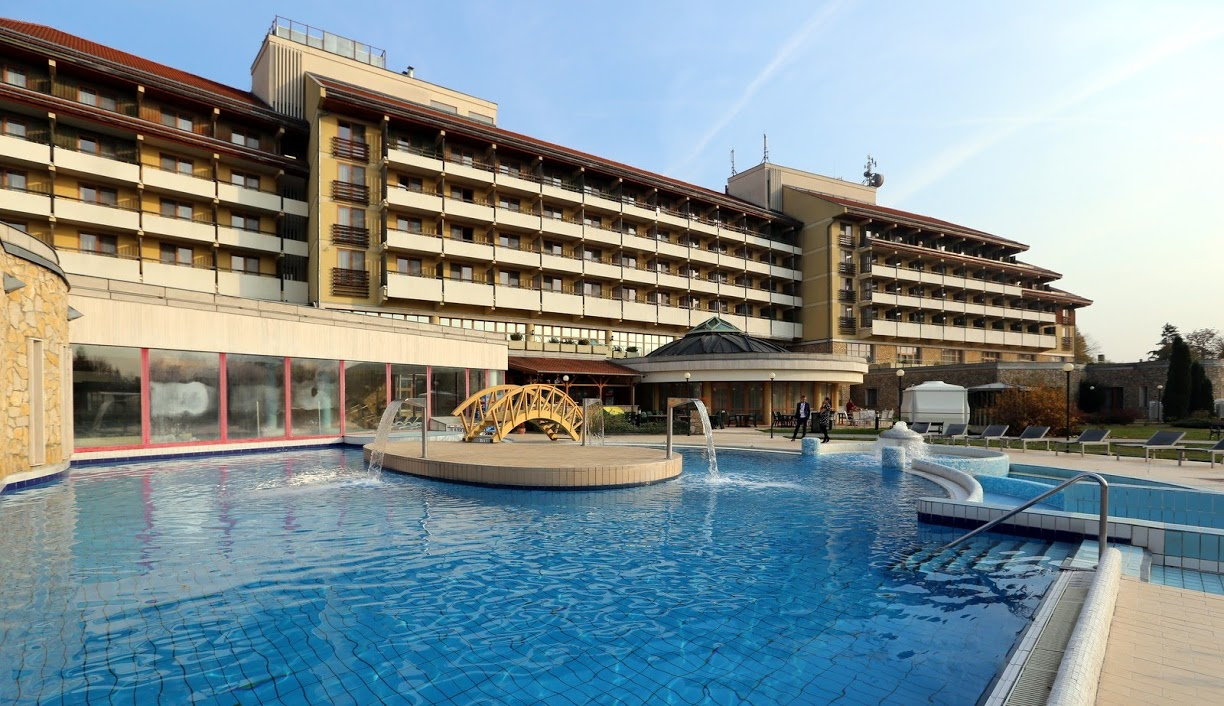
Pelion Hotel
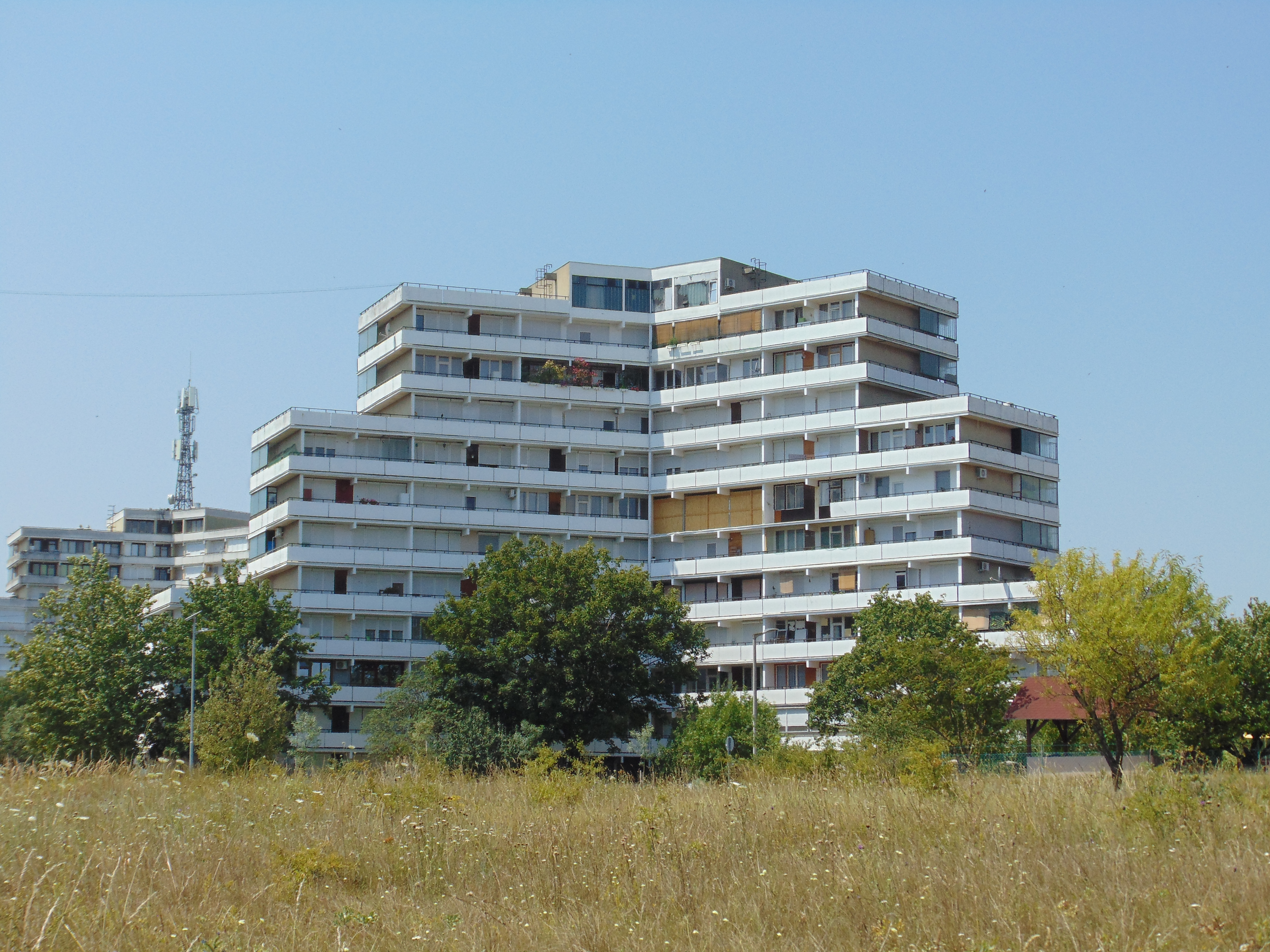
13-as Y
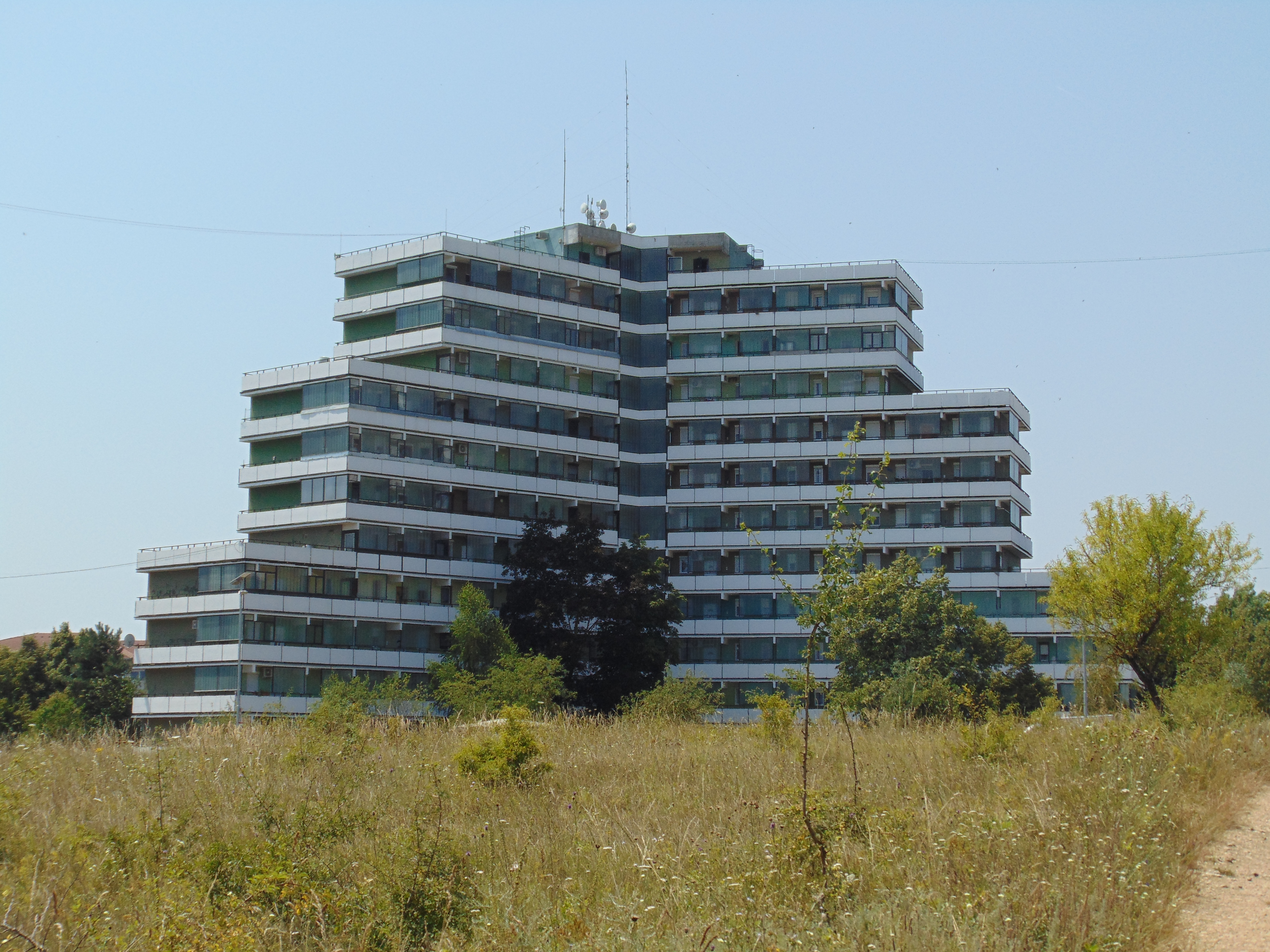
11-es Y
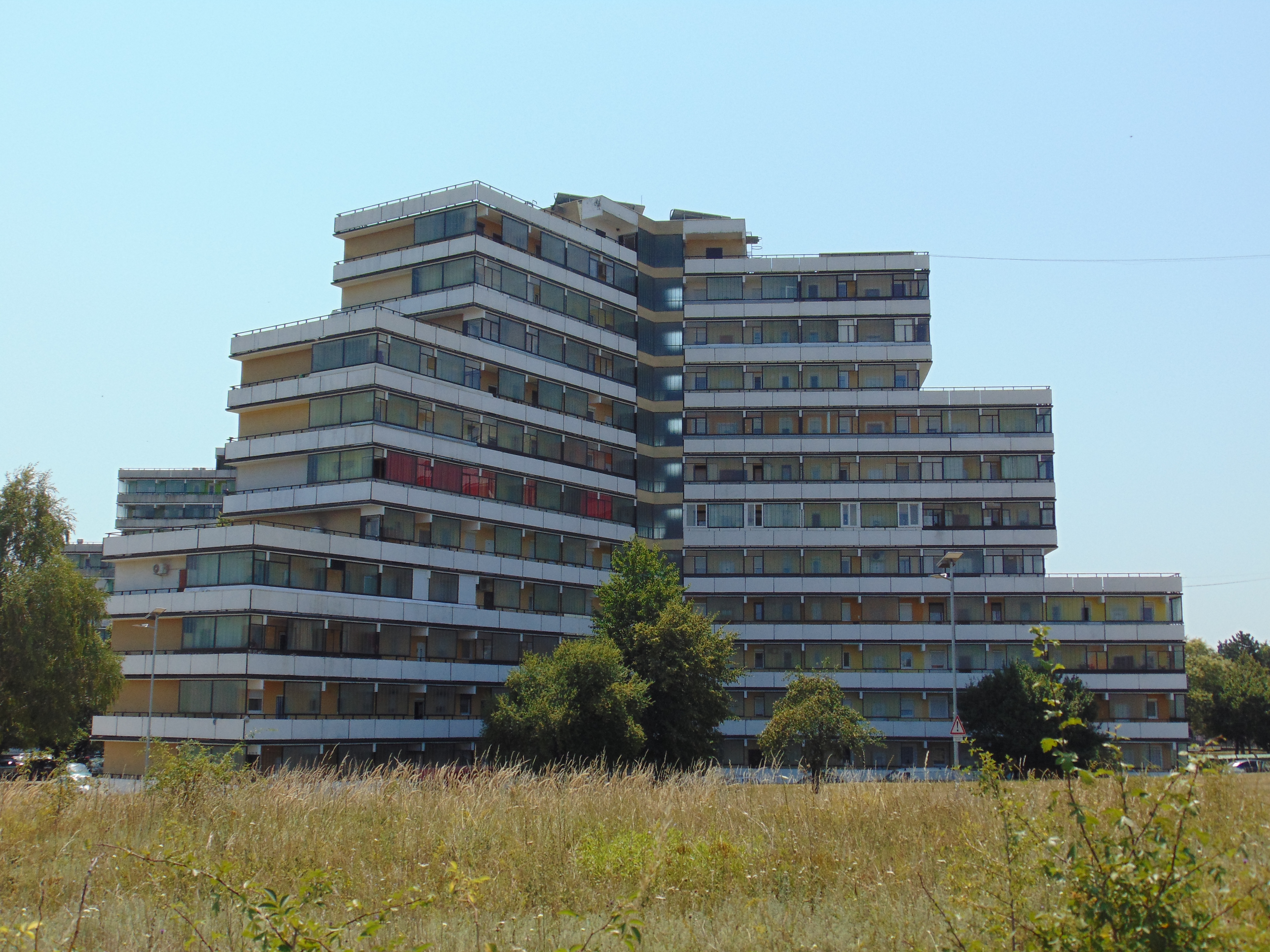
9-es Y
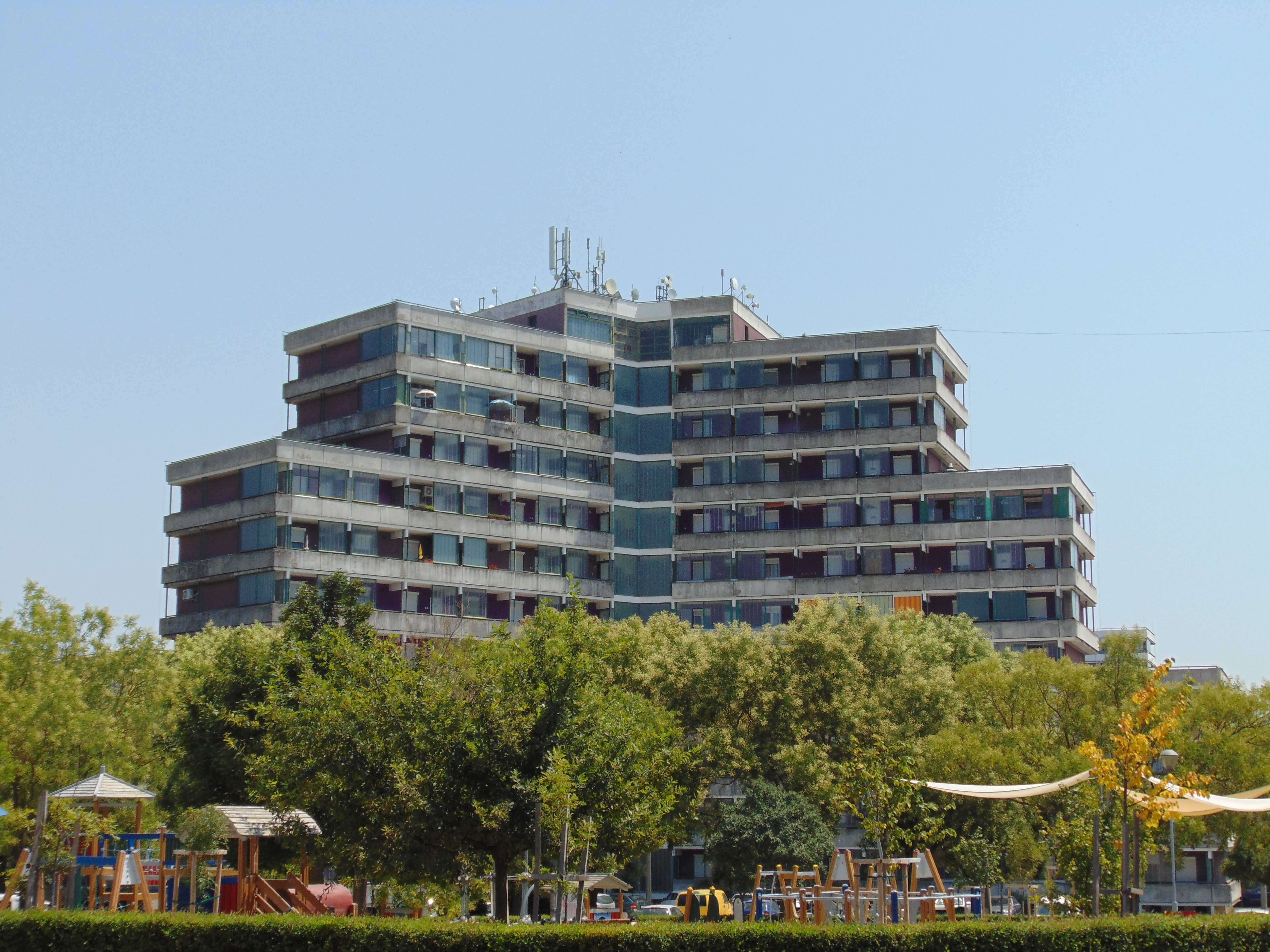
15-ös Y
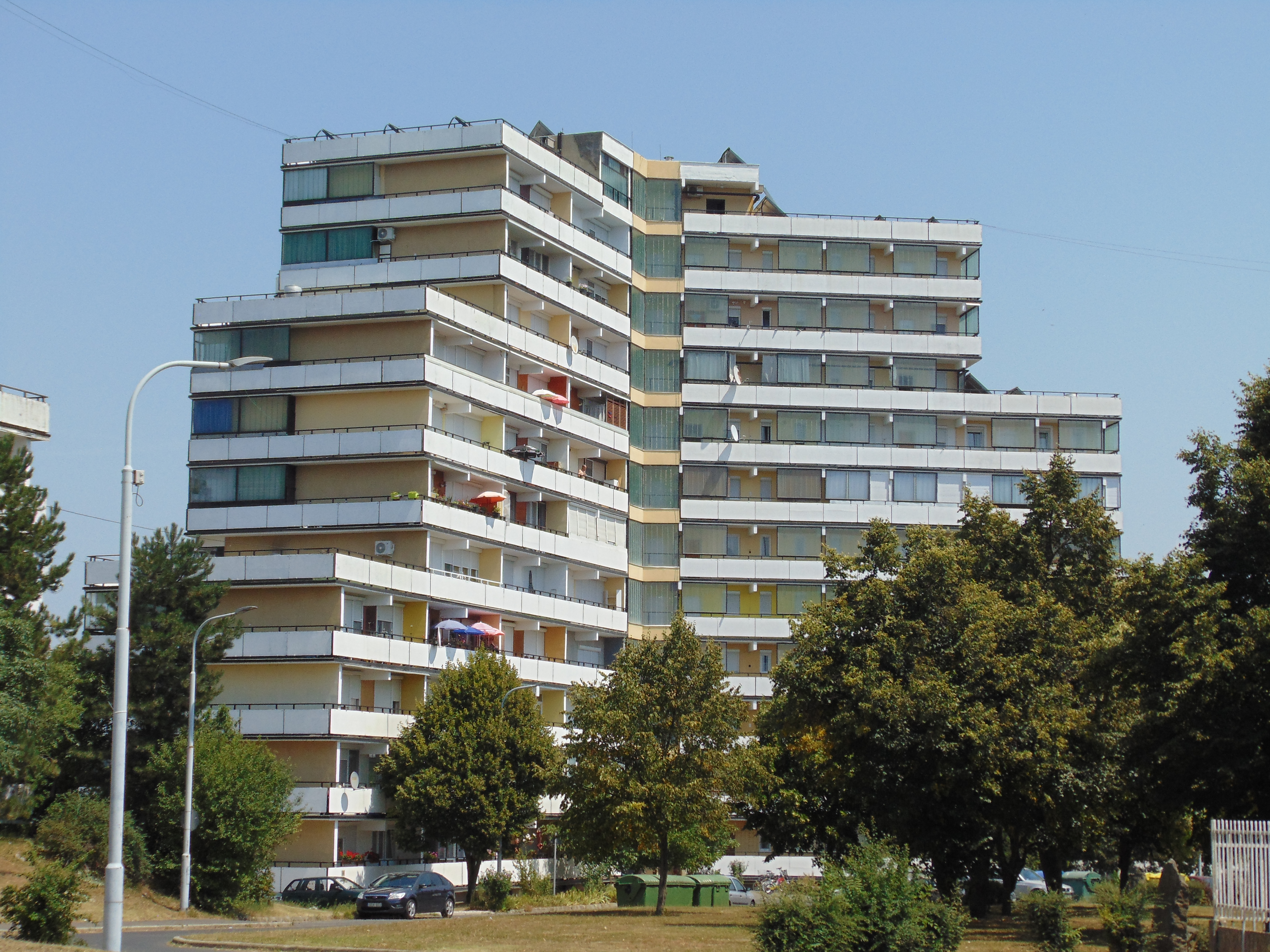
9-es Y
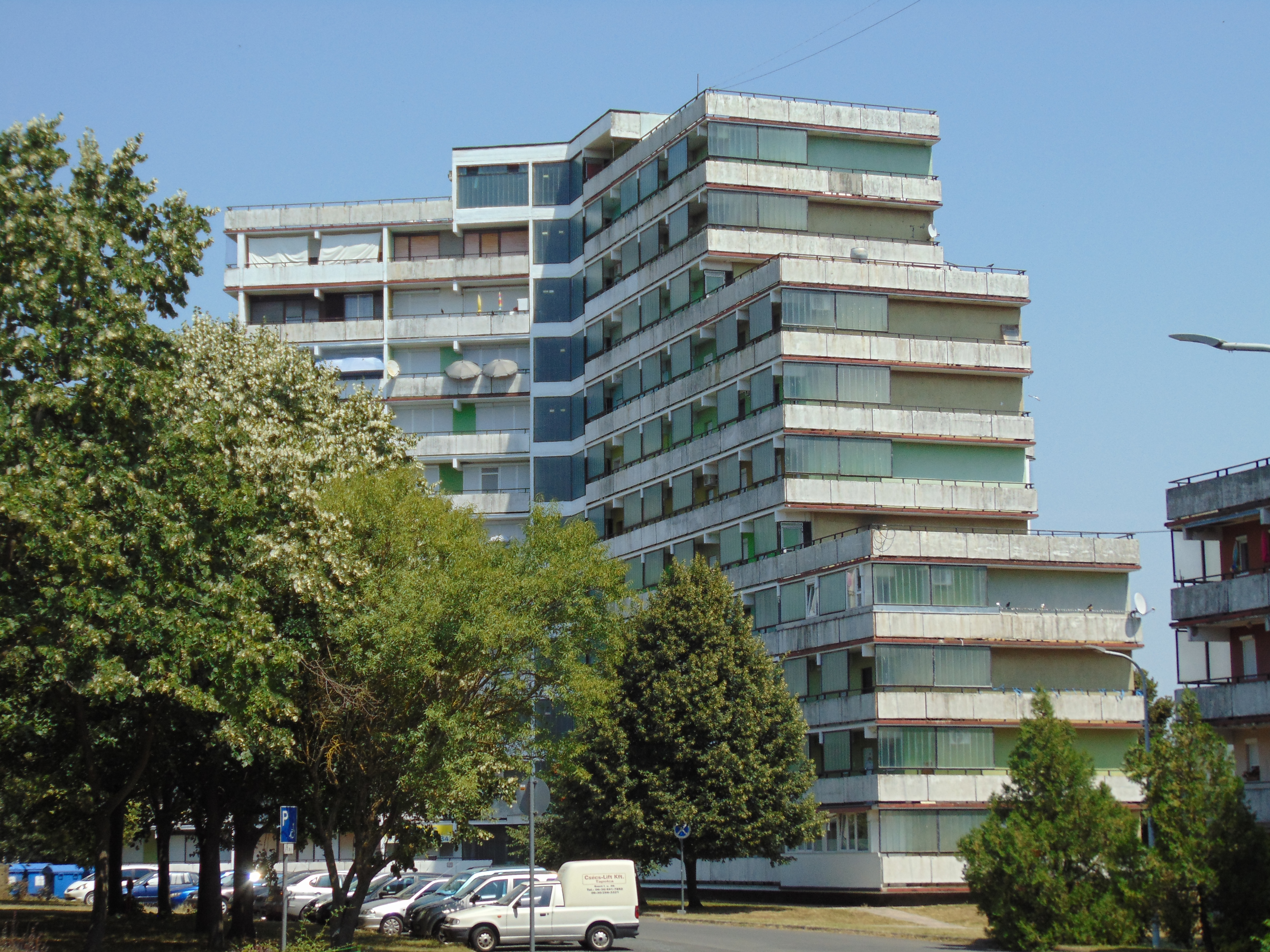
7-es Y

Az asszonyos csípőjű, mezítláb álló bronz leányka kb. 120 cm magas. Az építész munkája a talapzat és a kőtömbökből kialakított környezet.
- Ülő katona – Ungvári Lajos munkája, 1970. Dobó István tér (az egykori laktanya közelében, a helyőrségi klub bejáratánál; É: 46.880274, K: 17.408953).

Az ülő alak testtartása mesterkélt, életszerűtlen.
- Geometrikus figurák – Nyírő Gyula, 1969. Ady Endre utca 12. (lakótelepi ház falán; É: 46.883900, K: 17.439513).

Szerény síkdíszítmény stilizált alakokkal.
- I. világháborús emlékmű – Maugsch Gyula, 1930. Hősök tere, (a tér közepén; É: 46.882430, K: 17.435496).

Nagy, lépcsős talapzaton bronz katona áll; kezében zászló és puska. A talapzaton bronz táblán az elesettek nevei, az 1914-1918 felirat és koronás magyar címer.
- Kosfejes ivókút – Raffay Béla, 1995. Malomtó park (É: 46.882890, K: 17.441358).
- Batsányi Ferenc dombormű Tapolca Gimnázium, Túri Török Tibor munkája

#### Képek

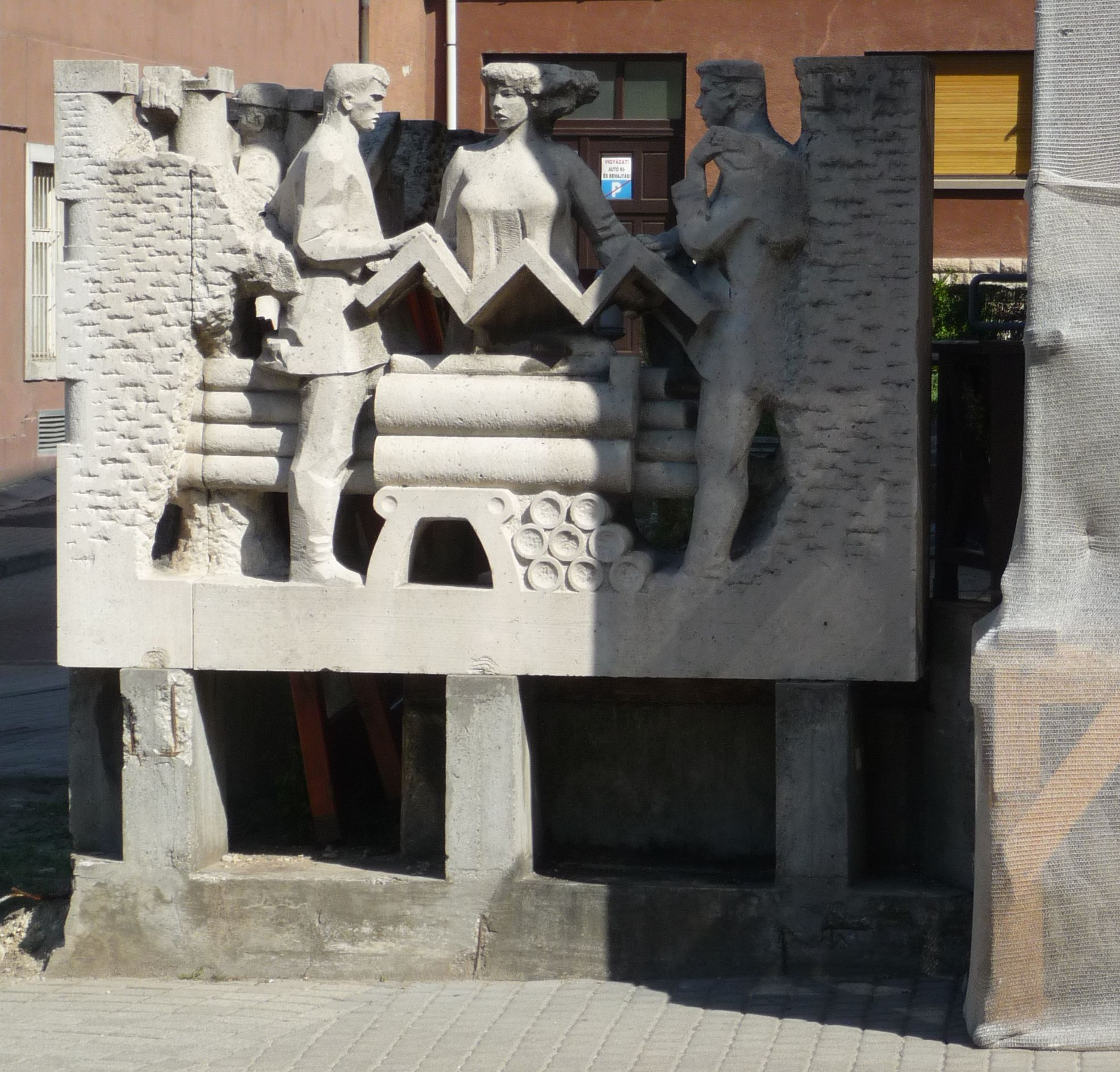
Marton László: Bányászok
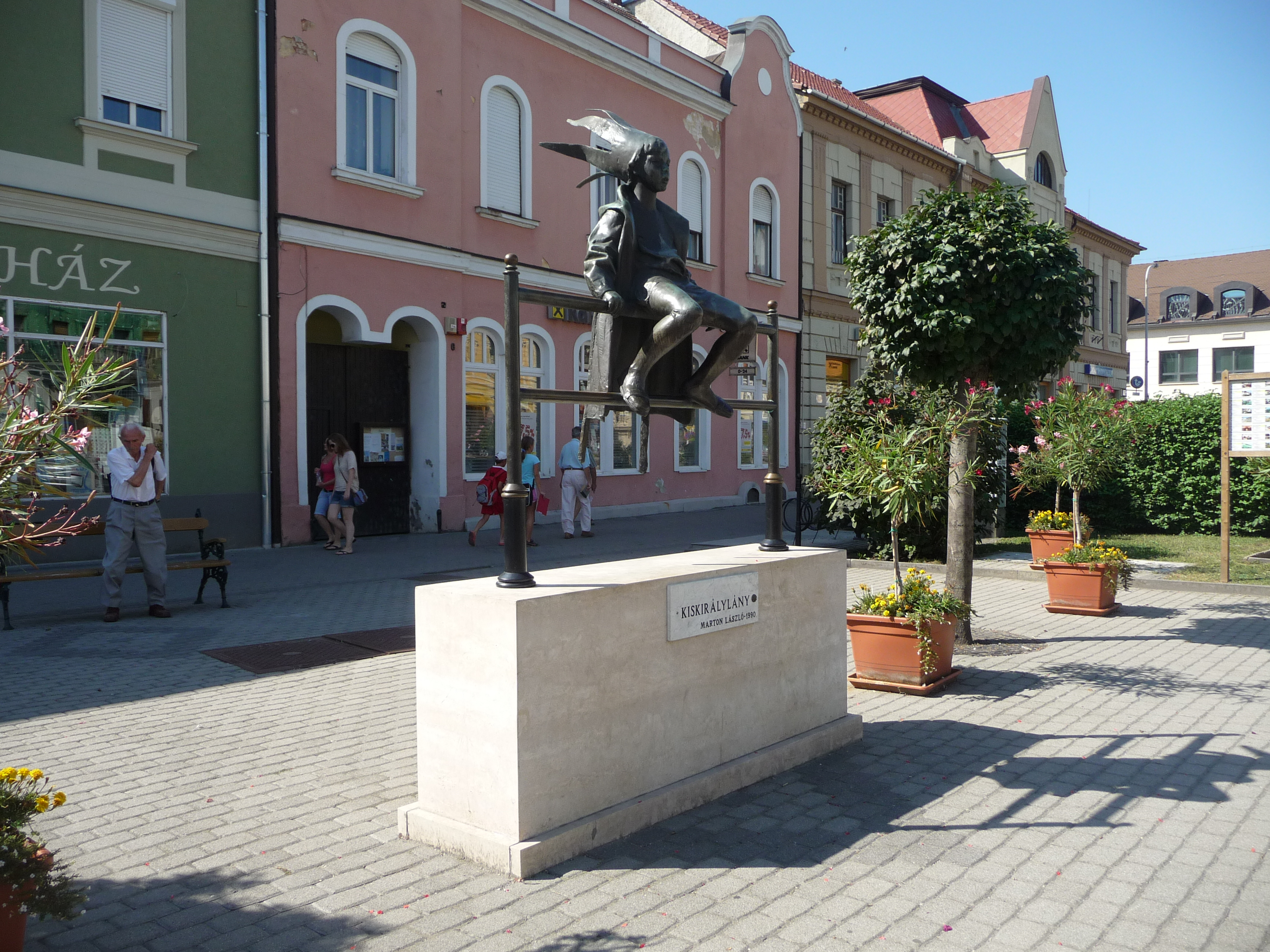
Marton László: Kiskirálylány
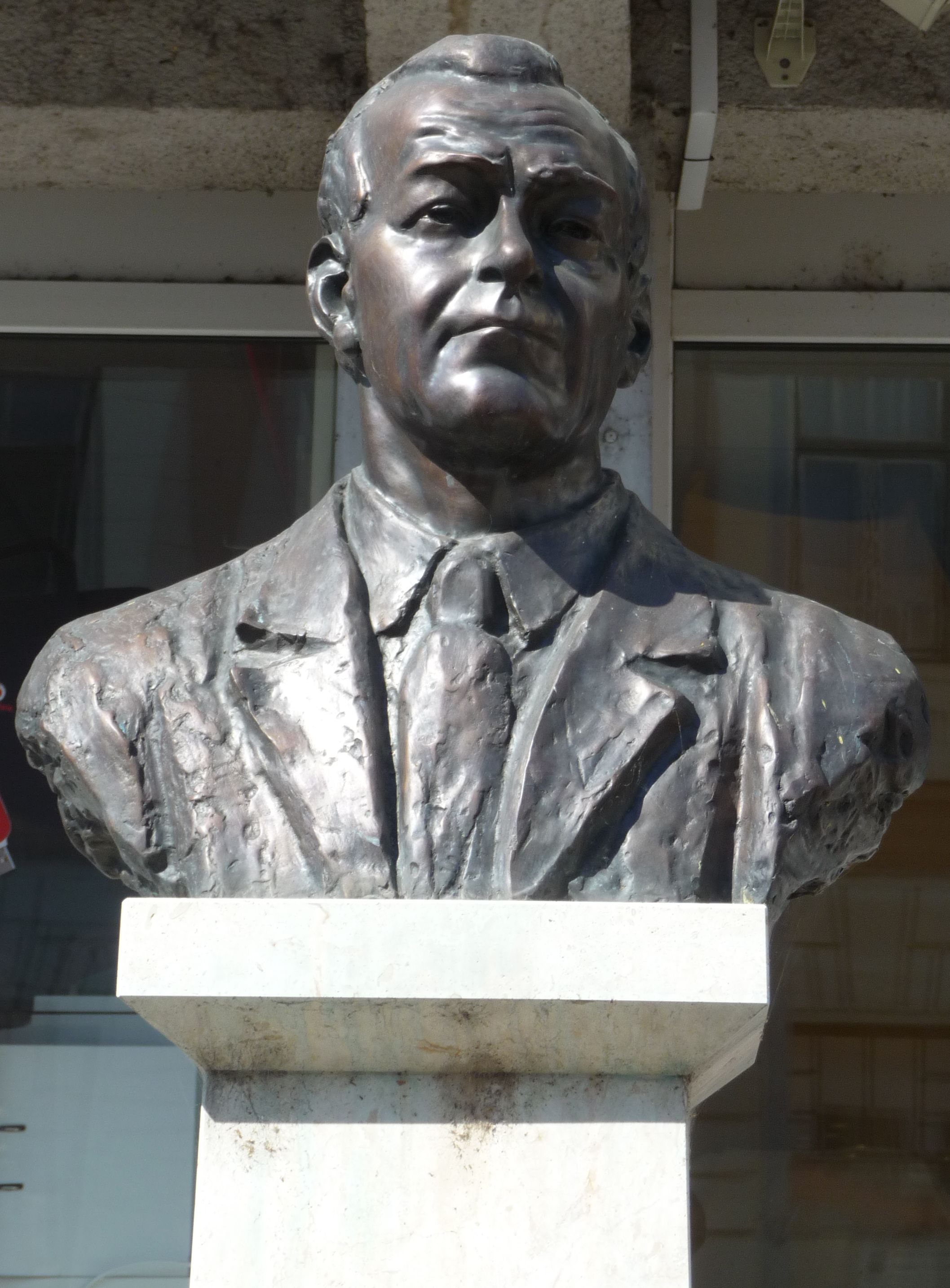
Wass Albert mellszobra a róla elnevezett könyvtár és múzeum (Batsányi János u. 1.) előtt
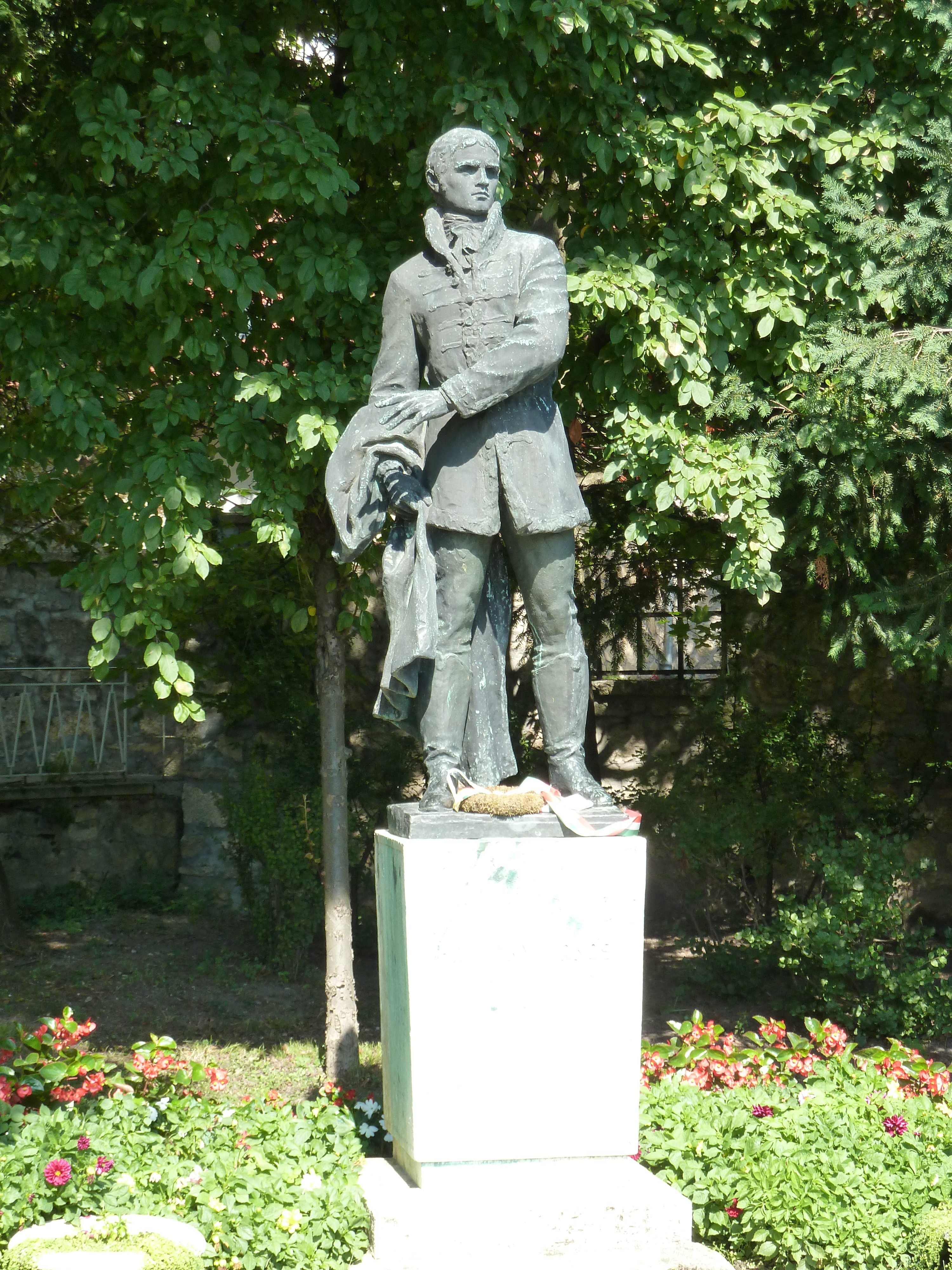
Segesdi György: Batsányi János (1960)
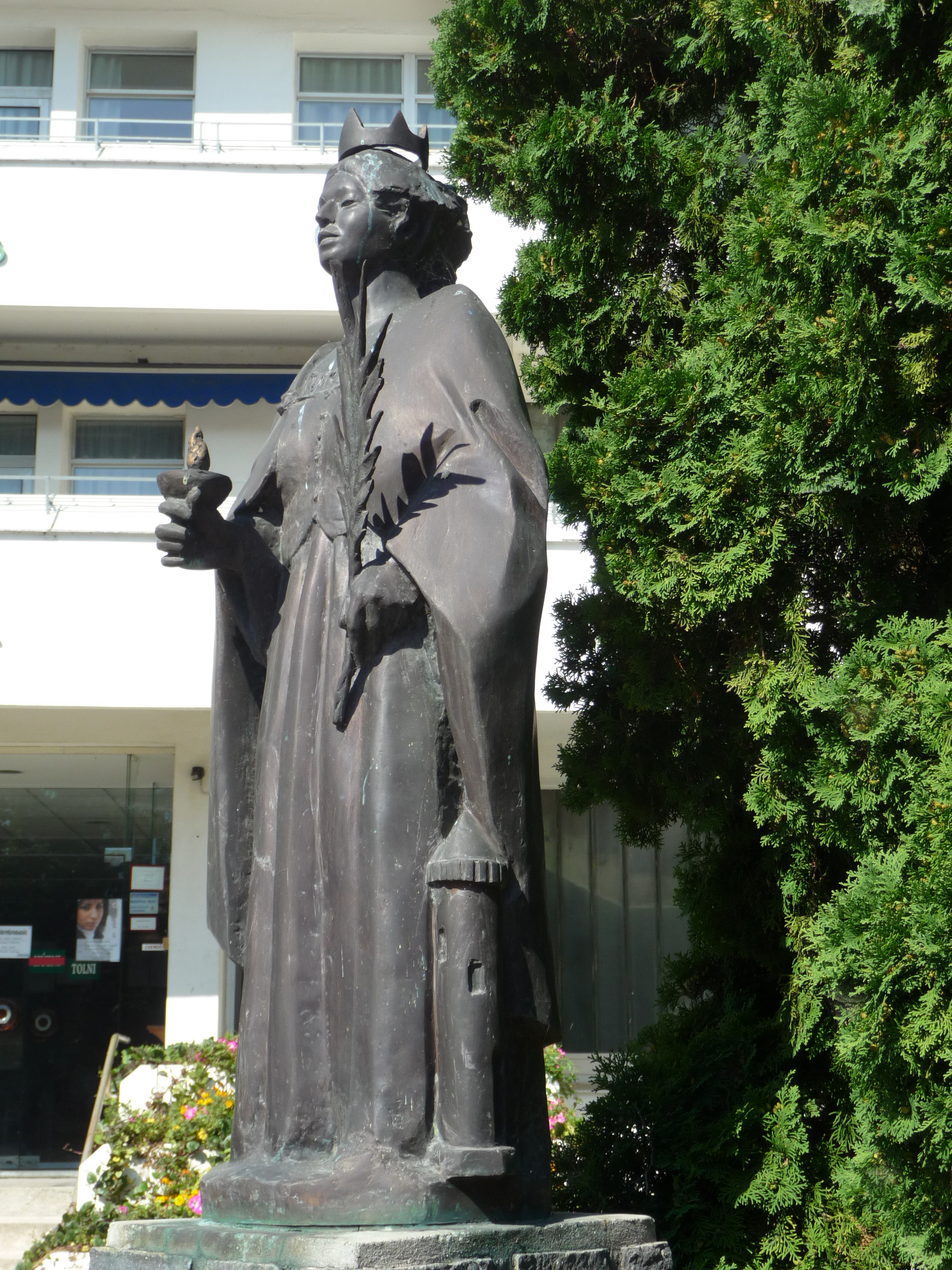
Szent Borbála, a bányászok védőszentje]]is András
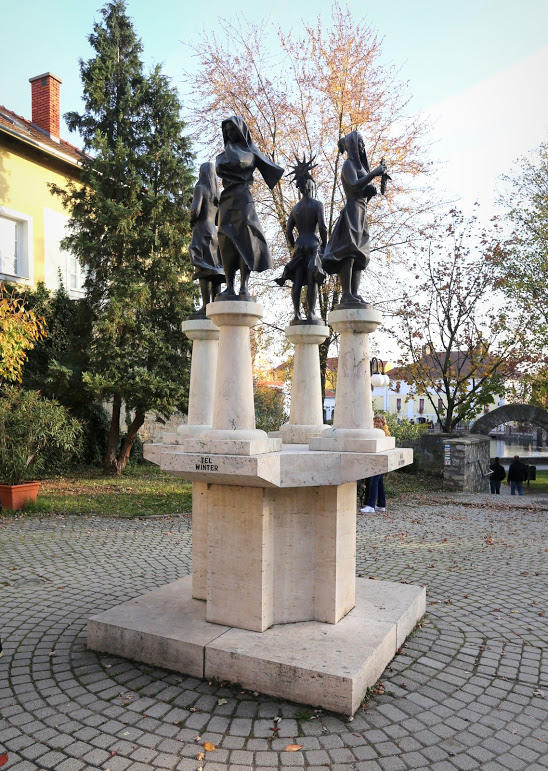
Marton László: Négy évszak

### További építészeti és egyéb nevezetességek

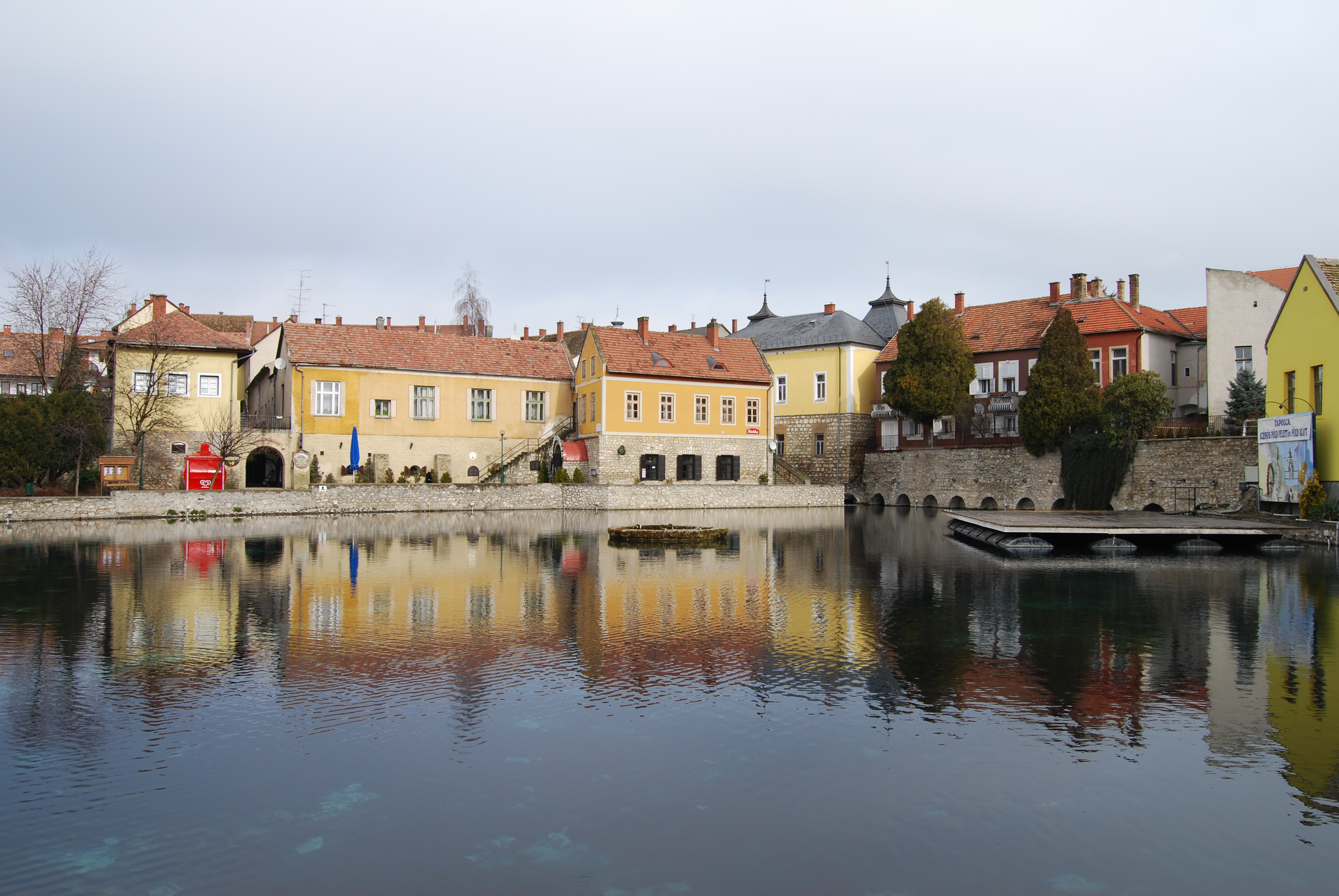
Városközpont, Malom-tó

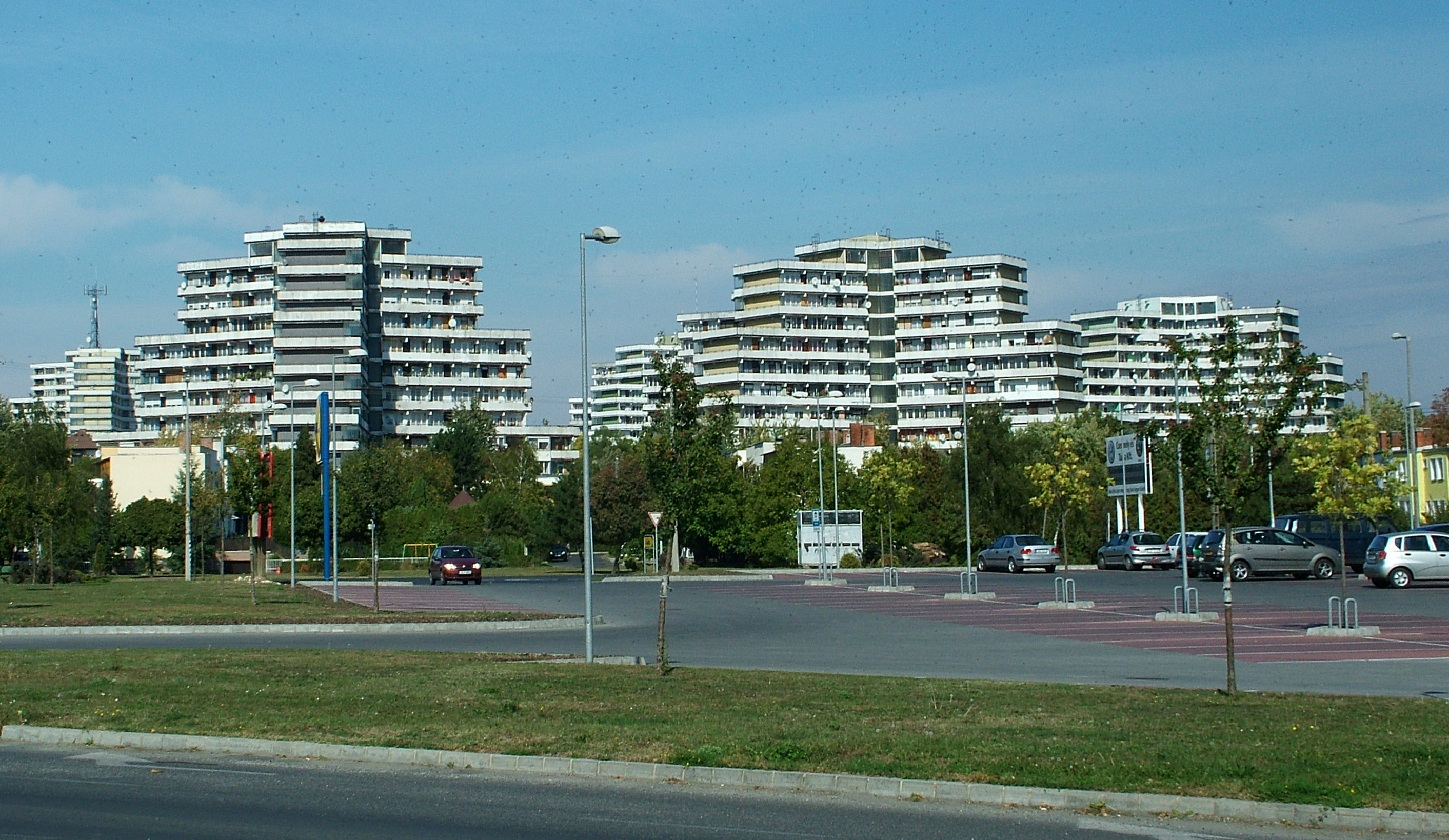
Tapolca–Bauxitváros: Y-házak